# Liste der Kulturdenkmäler in Hamburg-Harvestehude
Die Liste der Kulturdenkmäler in Hamburg-Harvestehude enthält die in der Denkmalliste ausgewiesenen Denkmäler auf dem Gebiet des Stadtteils Harvestehude der Freien und Hansestadt Hamburg.
Basis ist der Datensatz Denkmalliste Hamburg auf dem Transparenzportal Hamburg. Dieser enthält alle Objekte, die rechtskräftig nach dem Hamburger Denkmalschutzgesetz vom 5. April 2013 unter Denkmalschutz stehen (§ 6 Abs. 1 DSchG HA) oder zumindest zeitweise standen. Die Denkmalliste steht auch als PDF-Dokument zur Verfügung. Alle Denkmäler in Harvestehude, die schon nach dem Denkmalschutzgesetz vom 3. Dezember 1973, zuletzt geändert am 27. November 2007, unter Denkmalschutz standen, sind auch auf der Liste der Kulturdenkmäler im Hamburger Bezirk Eimsbüttel zu finden.

## Legende
- ID: Gibt die vom Denkmalschutzamt Hamburg vergebene Objekt-ID (Identifikationsnummer) des Kulturdenkmals an, (in Klammern gegebenenfalls die Denkmalnummer nach altem Denkmalschutzgesetz).
- Adresse: Nennt den Straßennamen und, wenn vorhanden, die Hausnummer des Kulturdenkmals. Die Grundsortierung der Liste erfolgt nach dieser Adresse.
- Art: Zeigt an, ob es ein Objekt („O“) oder ein Ensemble („E“) ist.
- Datierung: Gibt die Datierung an; das Jahr der Fertigstellung bzw. den Zeitraum der Errichtung.
- Ensemble: Gibt die Nummer des Ensembles an, zu der das Objekt gehört, bzw. bei Ensembles die Nummer des Ensembles selbst.

Hinweis: Die Grundsortierung der Liste erfolgt nach der Adresse und ist alternativ nach ID, Art (Objekt oder Ensemble), Typ, Datierung, Entwurf oder Kurzbeschreibung sortierbar.

| ID           | Adresse | Art | Typ                                                              | Kurzbeschreibung | Datierung                                                                      | Entwurf | Ensemble | Bild |
| ------------ | --- | --- | ---------------------------------------------------------------- | --- | ------------------------------------------------------------------------------ | --- | -------- | --- |
| 30675        | Abteistraße 1, Heilwigstraße 17, 19, 21, 23, 25, 27 (Lage) | E   |                                                                  | Heilwigstraße / Abteistraße |                                                                                | | 30675    | BW |
| 19930        | Abteistraße 1 (Lage) | O   | Reihenvilla                                                      | | 1896                                                                           | Rackwitz, Hans | 30675    | |
| 30665        | Abteistraße 11, 13, 15 (Lage) | E   |                                                                  | Abteistraße 11–15 |                                                                                | | 30665    | |
| 19662        | Abteistraße 11 (Lage) | O   | Reihenvilla                                                      | | 1896/1897                                                                      | Ott, August | 30665    | |
| 19663        | Abteistraße 13 (Lage) | O   | Reihenvilla                                                      | | 1896/1897; 1915                                                                | Ott, August; Friedheim, Ernst | 30665    | |
| 19661        | Abteistraße 15 (Lage) | O   | Reihenvilla                                                      | | 1896/1897; 1971                                                                | Ott, August | 30665    | |
| 19592        | Abteistraße 25 (Lage) | O   | Einfamilienhaus                                                  | Haus Amsinck für den Reedereidirektor der Hamburg Süd Theodor Amsinck, sog. Heimatstil | 1905–1906; 1940 (Umbau); 1992 (Umbau)                                          | Janda, Emil Rudolf; Puttfarcken, H. R.; Bomholt, A.; Ocker, M. |          | |
| 30628        | Abteistraße 28, 30, 32, 34, 36 (Lage) | E   |                                                                  | Abteistraße 28–36 |                                                                                | | 30628    | BW |
| 19664        | Abteistraße 28 (Lage) | O   | Reihenvilla; Einfriedung                                         | | 1910–1911                                                                      | Lundt & Kallmorgen (Lundt, Werner/Kallmorgen, Georg) | 30628    | |
| 19333        | Abteistraße 30 (Lage) | O   | Reihenvilla; Einfriedung                                         | | 1910–1911                                                                      | Lundt & Kallmorgen (Lundt, Werner/Kallmorgen, Georg) | 30628    | |
| 19332        | Abteistraße 32 (Lage) | O   | Reihenvilla; Einfriedung                                         | | 1909–1910                                                                      | Lundt & Kallmorgen (Lundt, Werner/Kallmorgen, Georg) | 30628    | |
| 19331        | Abteistraße 34 (Lage) | O   | Reihenvilla; Einfriedung                                         | | 1909–1910                                                                      | Lundt & Kallmorgen (Lundt, Werner/Kallmorgen, Georg) | 30628    | |
| 19665        | Abteistraße 36 (Lage) | O   | Reihenvilla; Einfriedung                                         | | 1909–1910                                                                      | Lundt & Kallmorgen (Lundt, Werner/Kallmorgen, Georg) | 30628    | |
| 19596        | Abteistraße 38 (Lage) | O   | Villa                                                            | auch Haus Lincke | 1909; 1963                                                                     | Rzekonski, William/Rzekonski, Rudolf; Schiefler, G. |          | |
| 18785 (1238) | Alsterchaussee 28 (Lage) | O   | Etagenhaus                                                       | | 1873, vor                                                                      | Radel, J. H. |          | |
| 18786 (350)  | Alsterchaussee 30 (Lage) | O   | Villa                                                            | | 1828; 1926; 1951/1952                                                          | Nicht ermittelt; Gerson, Hans/Gerson, Oskar (Umbeu 1926); Wellhausen, O. G.                                                                                          |          | |
| 30629        | Alsterkamp 32a, 32b, 32c, 32d, 32e, Sophienterrasse 11a, 11b, 11c, 11d, 11e, 11f, 11g, 11h, 11i (Lage) | E   |                                                                  | Alsterkamp / Sophienterrasse |                                                                                | | 30629    | BW |
| 19593 (989)  | Alsterkamp 32a (Lage) | O   | Reihenhaus                                                       | | 1929                                                                           | Engel, Semmy/Engel, Bernd | 30629    | BW |
| 19341 (989)  | Alsterkamp 32b (Lage) | O   | Reihenhaus                                                       | | 1929                                                                           | Engel, Semmy/Engel, Bernd | 30629    | BW |
| 19336 (989)  | Alsterkamp 32c (Lage) | O   | Reihenhaus                                                       | | 1929                                                                           | Engel, Semmy/Engel, Bernd | 30629    | BW |
| 19335 (989)  | Alsterkamp 32d (Lage) | O   | Reihenhaus                                                       | | 1929                                                                           | Engel, Semmy/Engel, Bernd | 30629    | BW |
| 19334 (989)  | Alsterkamp 32e (Lage) | O   | Reihenhaus                                                       | | 1929                                                                           | Engel, Semmy/Engel, Bernd | 30629    | BW |
| 29618        | Alsterkanal im Abschnitt zwischen Fuhlsbütteler Schleuse und Krugkoppelbrücke:, U-Bahnhof Klosterstern | O   | Kanal; Ufermauern                                                | Alsterkanal im Abschnitt zwischen Fuhlsbütteler Schleuse und Krugkoppelbrücke mit Ausnahme der Abschnitte Al-13, Al-49 und Al-51 | 20. Jh., Anfang                                                                | |          | |
| 30683        | Bogenstraße 28, 30 (Lage) | E   |                                                                  | St.-Andreas-Kirche |                                                                                | | 30683    | |
| 20017        | Bogenstraße 28 (Lage) | O   | Pastorat                                                         | | 1898/1899; 1959 (Umbau)                                                        | Groothoff, Hugo; Vogt, R. | 30683    | |
| 20016        | Bogenstraße 30 (Lage) | O   | Kirche                                                           | St.-Andreas-Kirche | 1907; 1951 (Wiederaufbau nach Zerstörung 1943)                                 | Groothoff, Hugo | 30683    | BW |
| 29247 (1748) | Bogenstraße 32, Gustav-Falke-Straße 46, Helene-Lange-Straße 13 (Lage) | O   | Schule                                                           | Helene-Lange-Gymnasium | 1908/1910; 1914 (Erweiterung); 1952 (Wiederaufbau); 1973 (Umbau); 1977 (Anbau) | Erbe, Albert; Zimmermann, Carl Johann Christian (1914) |          | |
| 30671        | Bogenstraße 34, 36, Schlankreye 24 (Lage) | E   |                                                                  | Schule Bogenstraße / Schlankreye |                                                                                | | 30671    | weitere Bilder |
| 19907 (1749) | Bogenstraße 34, 36 (Lage) | O   | Schule (Volksschule)                                             | Jahnschule, ehem. (Ida-Ehre-Gesamtschule) | 1929/1933; 1934                                                                | Schumacher, Fritz | 30671    | weitere Bilder |
| 30594        | Bogenstraße 52, 54, 54a, 54b, 54c, 54d, 54e, 54f, 54g, 54h, 54i, Grindelberg 81, 83, Schlankreye 27, 29, 31, 33, 35, 37, 39, 41, 43, 45, 47, 49, 51, 53, 55, 57, 59, 61, 63, 65, 67, 69, 71, 73 (Lage) | E   |                                                                  | Siedlungsbau „Klinker“ |                                                                                | | 30594    | weitere Bilder |
| 19154 (649)  | Bogenstraße 52 (Lage) | O   | Siedlungsbau                                                     | Siedlungsbau „Klinker“ | 1925/1926                                                                      | Eckmann, Rudolf/Eckmann, Ernst/Strelow, Christian H. L. | 30594    | |
| 19352 (649)  | Bogenstraße 54 (Lage) | O   | Siedlungsbau                                                     | Siedlungsbau „Klinker“ | 1925/1926                                                                      | Eckmann, Rudolf/Eckmann, Ernst | 30594    | |
| 19157 (649)  | Bogenstraße 54a (Lage) | O   | Siedlungsbau                                                     | Siedlungsbau „Klinker“ | 1925–1926                                                                      | Eckmann, Rudolf/Eckmann, Ernst | 30594    | |
| 19144 (649)  | Bogenstraße 54b (Lage) | O   | Siedlungsbau                                                     | Siedlungsbau „Klinker“ | 1925/1926                                                                      | Eckmann, Rudolf/Eckmann, Ernst | 30594    | |
| 19357 (649)  | Bogenstraße 54c (Lage) | O   | Siedlungsbau                                                     | Siedlungsbau „Klinker“ | 1925/1926                                                                      | Eckmann, Rudolf/Eckmann, Ernst | 30594    | |
| 19156 (649)  | Bogenstraße 54d (Lage) | O   | Siedlungsbau                                                     | Siedlungsbau „Klinker“ | 1925/1926                                                                      | Eckmann, Rudolf/Eckmann, Ernst | 30594    | |
| 19145 (649)  | Bogenstraße 54e (Lage) | O   | Siedlungsbau                                                     | Siedlungsbau „Klinker“ | 1925/1926                                                                      | Eckmann, Rudolf/Eckmann, Ernst | 30594    | |
| 19369 (649)  | Bogenstraße 54f (Lage) | O   | Siedlungsbau                                                     | Siedlungsbau „Klinker“ | 1925/1926                                                                      | Eckmann, Rudolf/Eckmann, Ernst | 30594    | |
| 19146 (649)  | Bogenstraße 54g (Lage) | O   | Siedlungsbau                                                     | Siedlungsbau „Klinker“ | 1925/1926                                                                      | Eckmann, Rudolf/Eckmann, Ernst | 30594    | |
| 19147 (649)  | Bogenstraße 54h (Lage) | O   | Siedlungsbau                                                     | Siedlungsbau „Klinker“ | 1925/1926                                                                      | Eckmann, Rudolf/Eckmann, Ernst | 30594    | |
| 19148 (649)  | Bogenstraße 54i (Lage) | O   | Siedlungsbau                                                     | Siedlungsbau „Klinker“ | 1925/1926                                                                      | Eckmann, Rudolf/Eckmann, Ernst | 30594    | |
| 30595        | Bogenstraße 56, 60, 62, Hohe Weide 39, 41, 43, 45, 47, 49, 51, 53, 58, 60, 62, 64, 66, 68, 70, 72, 74, 76, 78, 80, 82, 84, 86, 88, Kaiser-Friedrich-Ufer 15, 16, 17, 18, 19, 20, 21, 22, 24, 25, 27, 28 (Lage) | E   |                                                                  | Bogenstraße / Hohe Weide / Kaiser-Friedrich-Ufer |                                                                                | | 30595    | weitere Bilder |
| 19167        | Bogenstraße 56 (Lage) | O   | Siedlungsbau                                                     | | 1924/1928                                                                      | Klophaus & Schoch (Klophaus, Rudolf/Schoch, August) | 30595    | weitere Bilder |
| 19158        | Bogenstraße 60 (Lage) | O   | Siedlungsbau                                                     | | 1924/1928                                                                      | Klophaus & Schoch (Klophaus, Rudolf/Schoch, August) | 30595    | weitere Bilder |
| 19166        | Bogenstraße 62 (Lage) | O   | Siedlungsbau                                                     | | 1924/1928                                                                      | Klophaus & Schoch (Klophaus, Rudolf/Schoch, August) | 30595    | |
| 30688        | Brahmsallee 15, 17, 19, 23a, 25, 27, 29, 31, 33, 35, 37, 39, 41, Grindelberg 56, 58, 60, 62, 64, 66, 68, 70, vor Nr. 62, Hallerstraße 1, 1a, 1b, 1c, 1d, 3a, 3b, 3c, 5a, 5b, 5c, 5d, 5e, 5f, Oberstraße 14a, 14b, 14c, 16a, 16b, 16c, 16d, 16e, 16f, 18a, 18b, 18c, 18d, 18e, 18f, Grindelhochhäuser (Lage) | E   |                                                                  | Grindelhochhäuser |                                                                                | | 30688    | [[Vorlage:Bilderwunsch/code!/O:Grindelhochhäuser!/C:53.57505,9.97974!/D:Brahmsallee 15, 17, 19, 23a, 25, 27, 29, 31, 33, 35, 37, 39, 41, Grindelberg 56, 58, 60, 62, 64, 66, 68, 70, vor Nr. 62, Hallerstraße 1, 1a, 1b, 1c, 1d, 3a, 3b, 3c, 5a, 5b, 5c, 5d, 5e, 5f, Oberstraße 14a, 14b, 14c, 16a, 16b, 16c, 16d, 16e, 16f, 18a, 18b, 18c, 18d, 18e, 18f, Grindelhochhäuser!/\|BW]] |
| 20064 (1259) | Brahmsallee 15 (Lage) | O   | Mehrfamilienhaus                                                 | Grindelhochhäuser | 1946/1956                                                                      | Architektengemeinschaft Grindelberg (Bernhard Hermkes, Bernhard Hopp, Rudolf Lodders, Rudolf Jäger, Albrecht Sander, Ferdinand Streb, Fritz Trautwein, Hermann Zess) | 30688    | |
| 20066 (1259) | Brahmsallee 17 (Lage) | O   | Mehrfamilienhaus                                                 | Grindelhochhäuser | 1946/1956                                                                      | Architektengemeinschaft Grindelberg (Bernhard Hermkes, Bernhard Hopp, Rudolf Lodders, Rudolf Jäger, Albrecht Sander, Ferdinand Streb, Fritz Trautwein, Hermann Zess) | 30688    | BW |
| 20059 (1259) | Brahmsallee 19 (Lage) | O   | Mehrfamilienhaus                                                 | Grindelhochhäuser | 1946/1956                                                                      | Architektengemeinschaft Grindelberg (Bernhard Hermkes, Bernhard Hopp, Rudolf Lodders, Rudolf Jäger, Albrecht Sander, Ferdinand Streb, Fritz Trautwein, Hermann Zess) | 30688    | BW |
| 20078 (1259) | Brahmsallee 23a (Lage) | O   | Wäscherei                                                        | Grindelhochhäuser | 1946/1956                                                                      | Architektengemeinschaft Grindelberg (Bernhard Hermkes, Bernhard Hopp, Rudolf Lodders, Rudolf Jäger, Albrecht Sander, Ferdinand Streb, Fritz Trautwein, Hermann Zess) | 30688    | |
| 20046 (1259) | Brahmsallee 25 (Lage) | O   | Mehrfamilienhaus                                                 | Grindelhochhäuser | 1946/1956                                                                      | Architektengemeinschaft Grindelberg (Bernhard Hermkes, Bernhard Hopp, Rudolf Lodders, Rudolf Jäger, Albrecht Sander, Ferdinand Streb, Fritz Trautwein, Hermann Zess) | 30688    | BW |
| 20051 (1259) | Brahmsallee 27 (Lage) | O   | Mehrfamilienhaus                                                 | Grindelhochhäuser | 1946/1956                                                                      | Architektengemeinschaft Grindelberg (Bernhard Hermkes, Bernhard Hopp, Rudolf Lodders, Rudolf Jäger, Albrecht Sander, Ferdinand Streb, Fritz Trautwein, Hermann Zess) | 30688    | BW |
| 16391 (1259) | Brahmsallee 29 (Lage) | O   | Mehrfamilienhaus                                                 | Grindelhochhäuser | 1946/1956                                                                      | Architektengemeinschaft Grindelberg (Bernhard Hermkes, Bernhard Hopp, Rudolf Lodders, Rudolf Jäger, Albrecht Sander, Ferdinand Streb, Fritz Trautwein, Hermann Zess) | 30688    | BW |
| 16392 (1259) | Brahmsallee 31 (Lage) | O   | Mehrfamilienhaus                                                 | Grindelhochhäuser | 1946/1956                                                                      | Architektengemeinschaft Grindelberg (Bernhard Hermkes, Bernhard Hopp, Rudolf Lodders, Rudolf Jäger, Albrecht Sander, Ferdinand Streb, Fritz Trautwein, Hermann Zess) | 30688    | BW |
| 16393 (1259) | Brahmsallee 33 (Lage) | O   | Mehrfamilienhaus                                                 | Grindelhochhäuser | 1946/1956                                                                      | Architektengemeinschaft Grindelberg (Bernhard Hermkes, Bernhard Hopp, Rudolf Lodders, Rudolf Jäger, Albrecht Sander, Ferdinand Streb, Fritz Trautwein, Hermann Zess) | 30688    | |
| 16394 (1259) | Brahmsallee 35 (Lage) | O   | Mehrfamilienhaus                                                 | Grindelhochhäuser | 1946/1956                                                                      | Architektengemeinschaft Grindelberg (Bernhard Hermkes, Bernhard Hopp, Rudolf Lodders, Rudolf Jäger, Albrecht Sander, Ferdinand Streb, Fritz Trautwein, Hermann Zess) | 30688    | |
| 16395 (1259) | Brahmsallee 37 (Lage) | O   | Mehrfamilienhaus                                                 | Grindelhochhäuser | 1946/1956                                                                      | Architektengemeinschaft Grindelberg (Bernhard Hermkes, Bernhard Hopp, Rudolf Lodders, Rudolf Jäger, Albrecht Sander, Ferdinand Streb, Fritz Trautwein, Hermann Zess) | 30688    | BW |
| 16396 (1259) | Brahmsallee 39 (Lage) | O   | Mehrfamilienhaus                                                 | Grindelhochhäuser | 1946/1956                                                                      | Architektengemeinschaft Grindelberg (Bernhard Hermkes, Bernhard Hopp, Rudolf Lodders, Rudolf Jäger, Albrecht Sander, Ferdinand Streb, Fritz Trautwein, Hermann Zess) | 30688    | |
| 16397 (1259) | Brahmsallee 41 (Lage) | O   | Mehrfamilienhaus                                                 | Grindelhochhäuser | 1946/1956                                                                      | Architektengemeinschaft Grindelberg (Bernhard Hermkes, Bernhard Hopp, Rudolf Lodders, Rudolf Jäger, Albrecht Sander, Ferdinand Streb, Fritz Trautwein, Hermann Zess) | 30688    | BW |
| 30664        | Brahmsallee 58, 60, 62, 64, 66, 75, 77, 79, 81, 83, 85, 87, 89, 91, 97, 99, 101, 103, 105, 107, 109, 111, 113, Innocentiastraße 37, 42, 44, 46, 48, 50, 52, 54, 56, 58, 60, 62, o. Nr., Oberstraße 25, 36, 38, 40, 42, 44, 46, 48, 52, 54, 56, 60, 62, 64, 66, 68, 70, 72, 74, 76, gegenüber von Nr. 56, Parkallee 51a, 53, 55, 57, 58, 59, 60, 61, 62, 63, 65, 67, 68, 69, 70, 71, 72, 73, 74, 76, 78, 80, 82, 84, 86, 88, 90, 92, 94, 96, 98, 100, Innocentiapark (Lage) | E   |                                                                  | Innocentiapark |                                                                                | | 30664    | [[Vorlage:Bilderwunsch/code!/O:Innocentiapark!/C:53.5788,9.9833!/D:Brahmsallee 58, 60, 62, 64, 66, 75, 77, 79, 81, 83, 85, 87, 89, 91, 97, 99, 101, 103, 105, 107, 109, 111, 113, Innocentiastraße 37, 42, 44, 46, 48, 50, 52, 54, 56, 58, 60, 62, o. Nr., Oberstraße 25, 36, 38, 40, 42, 44, 46, 48, 52, 54, 56, 60, 62, 64, 66, 68, 70, 72, 74, 76, gegenüber von Nr. 56, Parkallee 51a, 53, 55, 57, 58, 59, 60, 61, 62, 63, 65, 67, 68, 69, 70, 71, 72, 73, 74, 76, 78, 80, 82, 84, 86, 88, 90, 92, 94, 96, 98, 100, Innocentiapark!/\|BW]] |
| 19956        | Brahmsallee 58 (Lage) | O   | Wohngebäude                                                      | | 1970                                                                           | Graupmann, F. W. | 30664    | BW |
| 19421        | Brahmsallee 60 (Lage) | O   | Reihenvilla                                                      | | 1910/11                                                                        | Engel, Semmy | 30664    | |
| 19955        | Brahmsallee 60 (Lage) | O   | Wohngebäude                                                      | | 1911                                                                           | Engel, Semmy | 30664    | BW |
| 19954        | Brahmsallee 62 (Lage) | O   | Reihenvilla                                                      | | 1911/1950                                                                      | nicht ermittelbar | 30664    | BW |
| 19957        | Brahmsallee 62 (Lage) | O   | Wohngebäude                                                      | | 1911; 1950; 1992                                                               | Engel, Semmy; Lubowski, Hellmut; Abel, Gerhard | 30664    | BW |
| 19678        | Brahmsallee 64 (Lage) | O   | Doppelhaus                                                       | | 1910/1911                                                                      | Schlepps, G. | 30664    | BW |
| 19853 (627)  | Brahmsallee 66 (Lage) | O   | Doppelhaus                                                       | | 1911                                                                           | Schmidt, W. | 30664    | BW |
| 19852 (627)  | Brahmsallee 75 (Lage) | O   | Reihenvilla                                                      | | 1905/1906                                                                      | Hinsch, August | 30664    | |
| 19677        | Brahmsallee 77 (Lage) | O   | Reihenvilla                                                      | | 1905/1906                                                                      | Hinsch, August | 30664    | BW |
| 19851        | Brahmsallee 79 (Lage) | O   | Reihenvilla                                                      | | 1905/1906; 1981 (Umbau)                                                        | Hinsch, August; Tretow, G. | 30664    | BW |
| 19640        | Brahmsallee 81 (Lage) | O   | Reihenvilla                                                      | | 1905/1906; 1938 (Umbauten)                                                     | Hinsch, August; Beecken, W. | 30664    | BW |
| 19766        | Brahmsallee 83 (Lage) | O   | Reihenvilla                                                      | | 1905/1906; 1983 (Umbauten)                                                     | Hinsch, August | 30664    | BW |
| 19773        | Brahmsallee 85 (Lage) | O   | Reihenvilla                                                      | | 1906; 1929 (Anbau)                                                             | Stein, W; Stein, W. | 30664    | BW |
| 19854        | Brahmsallee 87 (Lage) | O   | Reihenvilla                                                      | | 1906; 1992 (Umbauten)                                                          | Bredée, W.; Kemna, Harald | 30664    | BW |
| 19769        | Brahmsallee 89 (Lage) | O   | Reihenvilla                                                      | | nicht ermittelt                                                                | nicht ermittelt | 30664    | BW |
| 19758        | Brahmsallee 91 (Lage) | O   | Reihenvilla                                                      | | 1953/1954                                                                      | Rusch, Willy | 30664    | BW |
| 19759        | Brahmsallee 97 (Lage) | O   | Reihenvilla                                                      | | 1902/1903                                                                      | Körschner, G. | 30664    | weitere Bilder |
| 19760        | Brahmsallee 99 (Lage) | O   | Reihenvilla                                                      | | 1902/1903                                                                      | Körschner, G. | 30664    | |
| 19761        | Brahmsallee 101 (Lage) | O   | Reihenvilla                                                      | | 1901/1902                                                                      | Grell, Henry | 30664    | |
| 19762        | Brahmsallee 103 (Lage) | O   | Reihenvilla                                                      | | 1905                                                                           | Grell, G. | 30664    | |
| 19763        | Brahmsallee 105 (Lage) | O   | Reihenvilla                                                      | | 1905                                                                           | Grell, G. | 30664    | |
| 19642        | Brahmsallee 107 (Lage) | O   | Reihenvilla                                                      | | 1950, ca.                                                                      | | 30664    | |
| 19764        | Brahmsallee 109 (Lage) | O   | Reihenvilla                                                      | | 1911/1912                                                                      | Schmidt, R./Schmidt, R. | 30664    | |
| 19625        | Brahmsallee 111 (Lage) | O   | Reihenvilla                                                      | | 1913/1915; 1961 (An- und Umbauten)                                             | Schmidt, H. W.; Martin, H. | 30664    | |
| 19771        | Brahmsallee 113 (Lage) | O   | Reihenvilla                                                      | | 1913/1915                                                                      | Schmidt, H. W. | 30664    | |
| 30670        | Eppendorfer Baum 1, 3, 5, 7, 9, 11, 13, Hochallee 130, 130a, Jungfrauenthal 2, 4, Klosterstern 4, 5 (Lage) | E   |                                                                  | Eppendorfer Baum / Klosterstern / Hochallee / Jungfrauenthal |                                                                                | | 30670    | BW |
| 19899        | Eppendorfer Baum 1 (Lage) | O   | Wohn- und Geschäftshaus                                          | | 1898                                                                           | Beckmann, G. | 30670    | BW |
| 19903        | Eppendorfer Baum 3 (Lage) | O   | Wohn- und Geschäftshaus                                          | | 1898/1900                                                                      | Dudler, J. C. | 30670    | BW |
| 19900        | Eppendorfer Baum 5 (Lage) | O   | Wohn- und Geschäftshaus                                          | | 1898/1900                                                                      | Dudler, J. C. | 30670    | BW |
| 19905        | Eppendorfer Baum 7 (Lage) | O   | Wohn- und Geschäftshaus                                          | | 1898/1900                                                                      | Just, Emil Richard (vermutl.) | 30670    | BW |
| 19863        | Eppendorfer Baum 9 (Lage) | O   | Wohn- und Geschäftshaus                                          | | 1898/1900                                                                      | Benekke, P. H.; Minden, J. H. v. | 30670    | BW |
| 19862        | Eppendorfer Baum 11 (Lage) | O   | Wohn- und Geschäftshaus                                          | | 1898/1900                                                                      | Just, Emil Richard | 30670    | BW |
| 19861        | Eppendorfer Baum 13 (Lage) | O   | Wohn- und Geschäftshaus                                          | | 1898/1899                                                                      | Just, Emil Richard | 30670    | BW |
| 30563        | Eppendorfer Baum 19, Isestraße 7, 9, 11, 13, 15, 17, 19, 21, 23, 25, 27, 29, 31, 35, 37, 39, 41, 43, 45, 47, 49, 51, 53, 55, 57, 59, 61, 63, 65, 67, 69, 71, 73, 76, 77, 78, 79, 80, 81, 82, 83, 84, 85, 86, 87, 88, 89, 90, 91, 92, 93, 94, 95, 96, 98, 109, 111, 113, 115, 117, 119, 121, 123, 125, 127, 139, Klosterallee 67, Oderfelder Straße 21 (Lage) | E   |                                                                  | Hamburger Burg / Isestraße / Oderfelder Straße / Eppendorfer Baum / Klosterallee |                                                                                | | 30563    | [[Vorlage:Bilderwunsch/code!/C:53.58175,9.98485!/D:Eppendorfer Baum 19, Isestraße 7, 9, 11, 13, 15, 17, 19, 21, 23, 25, 27, 29, 31, 35, 37, 39, 41, 43, 45, 47, 49, 51, 53, 55, 57, 59, 61, 63, 65, 67, 69, 71, 73, 76, 77, 78, 79, 80, 81, 82, 83, 84, 85, 86, 87, 88, 89, 90, 91, 92, 93, 94, 95, 96, 98, 109, 111, 113, 115, 117, 119, 121, 123, 125, 127, 139, Klosterallee 67, Oderfelder Straße 21!/\|BW]] |
| 19234        | Eppendorfer Baum 19 (Lage) | O   | Wohn- und Geschäftshaus                                          | | 1907                                                                           | Lindner, Friedrich Otto | 30563    | BW |
| 19654 (449)  | Eppendorfer Brücke o. Nr. (Lage) | O   | Straßenbrücke                                                    | | 1927                                                                           | Schumacher, Fritz |          | |
| 30688        | Grindelhochhäuser | E   | Wohnsiedlung                                                     | Grindelhochhäuser, Ensemble: Oberstraße 14 a-c, 16 a-f, Grindelberg 56-70, Hallerstraße 1,1 a-d, 3 a-c, 5, 5 a-f, Brahmsallee 15-19, 23 a, 25-41; Tiefgarage, Tankstelle, Wäscherei am Grindelberg, Grünanlage mit ihren Bestandteilen (Mäuerchen, Teich, Skulpturen), Wege, Frei- und | 1946/1956                                                                      | Architektengemeinschaft Grindelberg (Bernhard Hermkes, Bernhard Hopp, Rudolf Lodders, Rudolf Jäger, Albrecht Sander, Ferdinand Streb, Fritz Trautwein, Hermann Zess) | 30688    | weitere Bilder |
| 20073 (1259) | Grindelberg 56 (Lage) | O   | Mehrfamilienhaus                                                 | Grindelhochhäuser | 1946/1956                                                                      | Architektengemeinschaft Grindelberg (Bernhard Hermkes, Bernhard Hopp, Rudolf Lodders, Rudolf Jäger, Albrecht Sander, Ferdinand Streb, Fritz Trautwein, Hermann Zess) | 30688    | |
| 20070 (1259) | Grindelberg 58 (Lage) | O   | Mehrfamilienhaus                                                 | Grindelhochhäuser | 1946/1956                                                                      | Architektengemeinschaft Grindelberg (Bernhard Hermkes, Bernhard Hopp, Rudolf Lodders, Rudolf Jäger, Albrecht Sander, Ferdinand Streb, Fritz Trautwein, Hermann Zess) | 30688    | BW |
| 20071 (1259) | Grindelberg 60 (Lage) | O   | Mehrfamilienhaus                                                 | Grindelhochhäuser | 1946/1956                                                                      | Architektengemeinschaft Grindelberg (Bernhard Hermkes, Bernhard Hopp, Rudolf Lodders, Rudolf Jäger, Albrecht Sander, Ferdinand Streb, Fritz Trautwein, Hermann Zess) | 30688    | BW |
| 16400 (1259) | Grindelberg 62 (Lage) | O   | Verwaltungsgebäude                                               | Grindelhochhäuser | 1946/1956                                                                      | Architektengemeinschaft Grindelberg (Bernhard Hermkes, Bernhard Hopp, Rudolf Lodders, Rudolf Jäger, Albrecht Sander, Ferdinand Streb, Fritz Trautwein, Hermann Zess) | 30688    | BW |
| 20054 (1259) | Grindelberg 64 (Lage) | O   | Verwaltungsgebäude                                               | Grindelhochhäuser | 1946/1956                                                                      | Architektengemeinschaft Grindelberg (Bernhard Hermkes, Bernhard Hopp, Rudolf Lodders, Rudolf Jäger, Albrecht Sander, Ferdinand Streb, Fritz Trautwein, Hermann Zess) | 30688    | |
| 20053 (1259) | Grindelberg 66 (Lage) | O   | Verwaltungsgebäude                                               | Grindelhochhäuser | 1946/1956                                                                      | Architektengemeinschaft Grindelberg (Bernhard Hermkes, Bernhard Hopp, Rudolf Lodders, Rudolf Jäger, Albrecht Sander, Ferdinand Streb, Fritz Trautwein, Hermann Zess) | 30688    | |
| 16404 (1259) | Grindelberg 68 (Lage) | O   | Mehrfamilienhaus                                                 | Grindelhochhäuser | 1946/1956                                                                      | Architektengemeinschaft Grindelberg (Bernhard Hermkes, Bernhard Hopp, Rudolf Lodders, Rudolf Jäger, Albrecht Sander, Ferdinand Streb, Fritz Trautwein, Hermann Zess) | 30688    | BW |
| 20052 (1259) | Grindelberg 70 (Lage) | O   | Mehrfamilienhaus                                                 | Grindelhochhäuser | 1946/1956                                                                      | Architektengemeinschaft Grindelberg (Bernhard Hermkes, Bernhard Hopp, Rudolf Lodders, Rudolf Jäger, Albrecht Sander, Ferdinand Streb, Fritz Trautwein, Hermann Zess) | 30688    | |
| 19152 (649)  | Grindelberg 81 (Lage) | O   | Siedlungsbau                                                     | Siedlungsbau „Klinker“ | 1925/1926                                                                      | Eckmann, Rudolf/Eckmann, Ernst/Strelow, Christian H. L. | 30594    | weitere Bilder |
| 19151 (649)  | Grindelberg 83 (Lage) | O   | Siedlungsbau                                                     | Siedlungsbau „Klinker“ | 1925/1926                                                                      | Eckmann, Rudolf/Eckmann, Ernst/Strelow, Christian H. L. | 30594    | weitere Bilder |
| 20072        | Grindelberg vor Nr. 62 (Lage) | O   | Tankstelle                                                       | | 1946/1956                                                                      | Architektengemeinschaft Grindelberg (Bernhard Hermkes, Bernhard Hopp, Rudolf Lodders, Rudolf Jäger, Albrecht Sander, Ferdinand Streb, Fritz Trautwein, Hermann Zess) | 30688    | weitere Bilder |
| 30673        | Hagedornstraße 4, 6, 7, 8, 9, 10, 11, 12, 13, 14, 15, 16, 17, 18, 20, 22, Harvestehuder Weg 81 (Lage) | E   |                                                                  | Hagedornstraße / Harvestehuder Weg |                                                                                | | 30673    | BW |
| 19910        | Hagedornstraße 4 (Lage) | O   | Einfamilienhaus                                                  | | 1885, um                                                                       | nicht ermittelt | 30673    | BW |
| 19916        | Hagedornstraße 6 (Lage) | O   | Einfamilienhaus                                                  | | 1885, um                                                                       | | 30673    | BW |
| 19919        | Hagedornstraße 7, 9 (Lage) | O   | Doppelhaus                                                       | | 1877/1878                                                                      | Hallier & Fitschen (Hallier, Eduard/Fitschen, Hinrich) | 30673    | BW |
| 19911        | Hagedornstraße 8 (Lage) | O   | Einfamilienhaus                                                  | | 1885, um; 1898 (Umbau)                                                         | nicht ermittelbar | 30673    | BW |
| 19912 (1578) | Hagedornstraße 10 (Lage) | O   | Einfamilienhaus                                                  | | 1882/1883; 1894 (Umbau)                                                        | Muxfeldt, H. C. | 30673    | |
| 19909        | Hagedornstraße 11, 13 (Lage) | O   | Doppelhaus                                                       | | 1877/1878                                                                      | Hallier & Fitschen (Hallier, Eduard/Fitschen, Hinrich) | 30673    | BW |
| 19913        | Hagedornstraße 12 (Lage) | O   | Einfamilienhaus                                                  | | 1882/1883                                                                      | Muxfeldt, H. C. | 30673    | BW |
| 19914        | Hagedornstraße 14 (Lage) | O   | Einfamilienhaus                                                  | | 1883/1884                                                                      | Muxfeldt, H. C. | 30673    | BW |
| 19915        | Hagedornstraße 15, 17 (Lage) | O   | Doppelhaus                                                       | | 1877/1878                                                                      | Hallier & Fitschen (Hallier, Eduard/Fitschen, Hinrich) | 30673    | BW |
| 19917        | Hagedornstraße 16 (Lage) | O   | Einfamilienhaus                                                  | | 1883/1884                                                                      | Muxfeldt, H. C. | 30673    | BW |
| 19920        | Hagedornstraße 18 (Lage) | O   | Einfamilienhaus                                                  | | 1884/1885                                                                      | Muxfeldt, H. C. | 30673    | BW |
| 19918        | Hagedornstraße 20 (Lage) | O   | Einfamilienhaus                                                  | | 1884/1885                                                                      | Muxfeldt, H. C. | 30673    | BW |
| 28127 (1578) | Hagedornstraße 22 (Lage) | O   | Einfamilienhaus                                                  | | 1895                                                                           | Rosenbaum, T. | 30673    | |
| 20075 (1259) | Hallerstraße 1 (Lage) | O   | Verwaltungsgebäude                                               | Grindelhochhäuser | 1946/1956                                                                      | Architektengemeinschaft Grindelberg (Bernhard Hermkes, Bernhard Hopp, Rudolf Lodders, Rudolf Jäger, Albrecht Sander, Ferdinand Streb, Fritz Trautwein, Hermann Zess) | 30688    | BW |
| 20081 (1259) | Hallerstraße 1a (Lage) | O   | Mehrfamilienhaus/Geschäftshaus, Hochhaus                         | Grindelhochhäuser | 1946/1956                                                                      | Architektengemeinschaft Grindelberg (Bernhard Hermkes, Bernhard Hopp, Rudolf Lodders, Rudolf Jäger, Albrecht Sander, Ferdinand Streb, Fritz Trautwein, Hermann Zess) | 30688    | |
| 20074 (1259) | Hallerstraße 1b (Lage) | O   | Mehrfamilienhaus/Geschäftshaus, Hochhaus                         | Grindelhochhäuser | 1946/1956                                                                      | Architektengemeinschaft Grindelberg (Bernhard Hermkes, Bernhard Hopp, Rudolf Lodders, Rudolf Jäger, Albrecht Sander, Ferdinand Streb, Fritz Trautwein, Hermann Zess) | 30688    | |
| 20082 (1259) | Hallerstraße 1c (Lage) | O   | Mehrfamilienhaus/Geschäftshaus, Hochhaus                         | Grindelhochhäuser | 1946/1956                                                                      | Architektengemeinschaft Grindelberg (Bernhard Hermkes, Bernhard Hopp, Rudolf Lodders, Rudolf Jäger, Albrecht Sander, Ferdinand Streb, Fritz Trautwein, Hermann Zess) | 30688    | BW |
| 20079 (1259) | Hallerstraße 1d (Lage) | O   | Mehrfamilienhaus/Geschäftshaus, Hochhaus                         | Grindelhochhäuser | 1946/1956                                                                      | Architektengemeinschaft Grindelberg (Bernhard Hermkes, Bernhard Hopp, Rudolf Lodders, Rudolf Jäger, Albrecht Sander, Ferdinand Streb, Fritz Trautwein, Hermann Zess) | 30688    | |
| 20060 (1259) | Hallerstraße 3a (Lage) | O   | Mehrfamilienhaus                                                 | Grindelhochhäuser | 1946/1956                                                                      | Architektengemeinschaft Grindelberg (Bernhard Hermkes, Bernhard Hopp, Rudolf Lodders, Rudolf Jäger, Albrecht Sander, Ferdinand Streb, Fritz Trautwein, Hermann Zess) | 30688    | |
| 20061 (1259) | Hallerstraße 3b (Lage) | O   | Mehrfamilienhaus                                                 | Grindelhochhäuser | 1946/1956                                                                      | Architektengemeinschaft Grindelberg (Bernhard Hermkes, Bernhard Hopp, Rudolf Lodders, Rudolf Jäger, Albrecht Sander, Ferdinand Streb, Fritz Trautwein, Hermann Zess) | 30688    | BW |
| 20062 (1259) | Hallerstraße 3c (Lage) | O   | Mehrfamilienhaus                                                 | Grindelhochhäuser | 1946/1956                                                                      | Architektengemeinschaft Grindelberg (Bernhard Hermkes, Bernhard Hopp, Rudolf Lodders, Rudolf Jäger, Albrecht Sander, Ferdinand Streb, Fritz Trautwein, Hermann Zess) | 30688    | BW |
| 16398 (1259) | Hallerstraße 5a (Lage) | O   | Mehrfamilienhaus/Geschäftshaus, Hochhaus                         | Grindelhochhäuser | 1946/1956                                                                      | Architektengemeinschaft Grindelberg (Bernhard Hermkes, Bernhard Hopp, Rudolf Lodders, Rudolf Jäger, Albrecht Sander, Ferdinand Streb, Fritz Trautwein, Hermann Zess) | 30688    | |
| 20042 (1259) | Hallerstraße 5b (Lage) | O   | Mehrfamilienhaus/Geschäftshaus, Hochhaus                         | Grindelhochhäuser | 1946/1956                                                                      | Architektengemeinschaft Grindelberg (Bernhard Hermkes, Bernhard Hopp, Rudolf Lodders, Rudolf Jäger, Albrecht Sander, Ferdinand Streb, Fritz Trautwein, Hermann Zess) | 30688    | BW |
| 20048 (1259) | Hallerstraße 5c (Lage) | O   | Mehrfamilienhaus/Geschäftshaus, Hochhaus                         | Grindelhochhäuser | 1946/1956                                                                      | Architektengemeinschaft Grindelberg (Bernhard Hermkes, Bernhard Hopp, Rudolf Lodders, Rudolf Jäger, Albrecht Sander, Ferdinand Streb, Fritz Trautwein, Hermann Zess) | 30688    | |
| 20049 (1259) | Hallerstraße 5d (Lage) | O   | Mehrfamilienhaus/Geschäftshaus, Hochhaus                         | Grindelhochhäuser | 1946/1956                                                                      | Architektengemeinschaft Grindelberg (Bernhard Hermkes, Bernhard Hopp, Rudolf Lodders, Rudolf Jäger, Albrecht Sander, Ferdinand Streb, Fritz Trautwein, Hermann Zess) | 30688    | BW |
| 20044 (1259) | Hallerstraße 5e (Lage) | O   | Mehrfamilienhaus/Geschäftshaus, Hochhaus                         | Grindelhochhäuser | 1946/1956                                                                      | Architektengemeinschaft Grindelberg (Bernhard Hermkes, Bernhard Hopp, Rudolf Lodders, Rudolf Jäger, Albrecht Sander, Ferdinand Streb, Fritz Trautwein, Hermann Zess) | 30688    | BW |
| 20045 (1259) | Hallerstraße 5f (Lage) | O   | Mehrfamilienhaus/Geschäftshaus, Hochhaus                         | Grindelhochhäuser | 1946/1956                                                                      | Architektengemeinschaft Grindelberg (Bernhard Hermkes, Bernhard Hopp, Rudolf Lodders, Rudolf Jäger, Albrecht Sander, Ferdinand Streb, Fritz Trautwein, Hermann Zess) | 30688    | BW |
| 29554        | Hallerstraße 17, 19 (Lage) | O   | Doppelhaus                                                       | | 1875                                                                           | Hartick, Julius |          | BW |
| 30672        | Hallerstraße 47, Parkallee 1, 3 (Lage) | E   |                                                                  | Hallerstraße / Parkallee |                                                                                | | 30672    | BW |
| 19908 (1841) | Hallerstraße 47 (Lage) | O   | Etagenhaus; Einfriedung                                          | | 1885                                                                           | nicht ermittelt | 30672    | BW |
| 29517        | Hallerstraße 51, 53 (Lage) | O   | Doppelhaus                                                       | | 1872                                                                           | nicht ermittelt |          | BW |
| 29560        | Hansastraße 5 (Lage) | O   | Einfamilienhaus                                                  | Haus mit straßenseitiger Befriedung (Eisenzaun) | 1897                                                                           | Stammann & Zinnow (Stammann, Hugo/Zinnow, Gustav) |          | BW |
| 30639        | Hansastraße 9, 9a (Lage) | E   |                                                                  | Villa Schinckel |                                                                                | | 30639    | BW |
| 19457 (1070) | Hansastraße 9 (Lage) | O   | Villa                                                            | | 1891/1893                                                                      | Haller, Martin | 30639    | |
| 19456        | Hansastraße 9a (Lage) | O   | Remise                                                           | | 1880; 1914                                                                     | Haller & Geißler (Haller, Martin/Geißler, Hermann) | 30639    | BW |
| 19595        | Hansastraße 13 (Lage) | O   | Mehrfamilienhaus                                                 | | 1955/1956                                                                      | Sandtmann, Horst |          | BW |
| 29559        | Hansastraße 45, 47 (Lage) | O   | Etagenhaus                                                       | Haus mit straßenseitiger Befriedung | 1890, um                                                                       | nicht ermittelbar |          | BW |
| 19657 (910)  | Harvestehuder Weg 22 (Lage) | O   | Wohnhaus                                                         | | 1901/1902                                                                      | Hauers, Wilhelm |          | |
| 30674        | Harvestehuder Weg 39, 40 (Lage) | E   |                                                                  | Harvestehuder Weg 39-40 |                                                                                | | 30674    | BW |
| 19921        | Harvestehuder Weg 39 (Lage) | O   | Einfamilienhaus                                                  | | 1860, ca.; 1902 (Umbau); 1912 (Anbau); 1937 (Umbau); 2002 (Umbau)              | Jolasse, Jean David; Löwengard, A.; Wanke, M.; Karpinski, C. | 30674    | BW |
| 19922        | Harvestehuder Weg 40 (Lage) | O   | Einfamilienhaus                                                  | | 1860, ca.                                                                      | Jolasse, Jean David | 30674    | BW |
| 19578 (501)  | Harvestehuder Weg 41 (Lage) | O   | Denkmal                                                          | Denkmal für Heinrich Heine | 1898                                                                           | Heinemann, Caesar |          | |
| 19582        | Harvestehuder Weg 41 (Lage) | O   | Einfamilienhaus                                                  | Villa Krogmann | 1878                                                                           | Haller, Martin/Lamprecht, Leopold |          | |
| 19583        | Harvestehuder Weg 44 (Lage) | O   | Villa                                                            | Nutzung durch den Anglo-German Club | 1865/1866 (Umbau); 1901 (An- und Umbau), 1906 (Anbau)                          | Nicht ermittelt; Haller & Geißler (Haller, Martin/Geißler, Hermann); Schöss, Paul                                                                                    |          | weitere Bilder |
| 29552 (1204) | Harvestehuder Weg 50 (Lage) | O   | Wohnhaus; Außenanlagen; Einfriedungen                            | Wohnhaus mit durch Mäuerchen gefasster Außenanlage, Holzzaun, Brunnen und zwei Gartenterrassen mit Treppen und Mäuerchen. Bauherr war Ricardo Sloman, seit den 1960ern Nutzung als Generalkonsulat                                                                                     | 1926/1928                                                                      | Gehrke |          | weitere Bilder |
| 30642        | Harvestehuder Weg 55 (Lage) | E   |                                                                  | Harvestehuder Weg 55 |                                                                                | | 30642    | BW |
| 19465        | Harvestehuder Weg 55 (Lage) | O   | Mehrfamilienhaus; Garagen; Außenanlage (rückwärtig)              | | 1972/1974                                                                      | Wolff, Helmut; Schlür, Dieter | 30642    | BW |
| 29556        | Harvestehuder Weg 57 (Lage) | O   | Villa; u. a.                                                     | Haus mit Eisenzaun | 1890, um                                                                       | Löwengard, Alfred |          | BW |
| 18151        | Harvestehuder Weg 65, 67 (Lage) | O   | Einfamilienhaus                                                  | | 1883/1885, um; 1900 (Erweiterung/Umbau)                                        | nicht ermittelbar |          | |
| 19923        | Harvestehuder Weg 81 (Lage) | O   | Einfamilienhaus                                                  | | 1875/1880                                                                      | nicht ermittelbar | 30673    | BW |
| 18771        | Harvestehuder Weg 89 (Lage) | O   | Einfamilienhaus                                                  | | 1875                                                                           | Hardorff, Max |          | BW |
| 29565 (1524) | Harvestehuder Weg 118 (Lage) | O   | Kirche                                                           | St. Nikolaikirche, Kirchengebäude mit Vorplatz und Lampen | 1960/1962                                                                      | Langmaack, Gerhard |          | |
| 26373        | Harvestehuder Weg o. Nr. (Lage) | O   | Park                                                             | Eichenpark | 19. Jh., Ende                                                                  | |          | |
| 19929        | Heilwigstraße 17 (Lage) | O   | Reihenvilla                                                      | | 1899/1900                                                                      | Hauers, Wilhelm | 30675    | BW |
| 19928        | Heilwigstraße 19 (Lage) | O   | Reihenvilla                                                      | | 1897/1898                                                                      | Hauers, Wilhelm | 30675    | BW |
| 29561        | Heilwigstraße 20 (Lage) | O   | Einfamilienhaus                                                  | Haus und Eisenzaun | 1905                                                                           | Lundt & Kallmorgen (Lundt, Werner/Kallmorgen, Georg) |          | BW |
| 19927        | Heilwigstraße 21 (Lage) | O   | Reihenvilla                                                      | | 1897/1899                                                                      | Hauers, Wilhelm | 30675    | BW |
| 19926        | Heilwigstraße 23 (Lage) | O   | Reihenvilla                                                      | | 1895/1896                                                                      | Semper, Manfred/Krutisch, Carl Friedrich Phillip | 30675    | BW |
| 19924        | Heilwigstraße 25 (Lage) | O   | Reihenvilla                                                      | | 1895/1896                                                                      | Semper, Manfred/Krutisch, Carl Friedrich Phillip | 30675    | BW |
| 19925        | Heilwigstraße 27 (Lage) | O   | Reihenvilla                                                      | | 1896/1898                                                                      | Rackwitz, Hans | 30675    | BW |
| 29564        | Heilwigstraße 31, 31a (Lage) | O   | Einfamilienhaus                                                  | Haus und straßenseitige Einfassungen sowie Mäuerchen im Vorgartenbereich | 1907/1908                                                                      | Schöss, Paul |          | BW |
| 19548        | Heilwigstraße 39, 39a (Lage) | O   | Etagenhaus                                                       | | 1909/1910                                                                      | Pierstorff & Plötz (Pierstorff, Ulrich/Plötz, Carl) |          | BW |
| 30676        | Hochallee 10, 12 (Lage) | E   |                                                                  | Hochallee 10/12 |                                                                                | | 30676    | BW |
| 19932        | Hochallee 10 (Lage) | O   | Reihenhaus                                                       | | 1880                                                                           | Schirlitz, F. G. | 30676    | BW |
| 18790        | Hochallee 11 (Lage) | O   | Einfamilienhaus                                                  | | 1883/1884                                                                      | Gevert, H. F. H. |          | BW |
| 19931        | Hochallee 12 (Lage) | O   | Reihenhaus                                                       | | 1880                                                                           | Schirlitz, F. G. | 30676    | BW |
| 29563        | Hochallee 13 (Lage) | O   | Einfamilienhaus                                                  | Haus und straßenseitige Befriedung | 1877/1878                                                                      | Wagner, J. C. W. |          | BW |
| 19653        | Hochallee 17 (Lage) | O   | Einfamilienhaus                                                  | | 1877                                                                           | Wagner, J. C. W. |          | BW |
| 30677        | Hochallee 23, 25, 27, 29, 31, Werderstraße 54 (Lage) | E   |                                                                  | Hochallee 23-31 / Werderstraße 54 |                                                                                | | 30677    | BW |
| 19935        | Hochallee 23 (Lage) | O   | Etagenhaus                                                       | | 1889                                                                           | nicht ermittelbar | 30677    | BW |
| 19936        | Hochallee 25 (Lage) | O   | Etagenhaus                                                       | | 1880/1890, ca.                                                                 | nicht ermittelbar | 30677    | BW |
| 19934        | Hochallee 27 (Lage) | O   | Etagenhaus                                                       | | 1880/1890, ca.                                                                 | nicht ermittelbar | 30677    | BW |
| 19594        | Hochallee 28 (Lage) | O   | Apartmenthaus                                                    | | 1965–1966                                                                      | Talkenberg, Günter |          | BW |
| 19937        | Hochallee 29, 31 (Lage) | O   | Etagenhaus                                                       | | 1880/1890                                                                      | nicht ermittelbar | 30677    | BW |
| 30580        | Hochallee 35, 37, 39, 41, 41a, 43, 43a, 45, 45a, 47, 49, 51, 53, 55, 57, Werderstraße 55 (Lage) | E   |                                                                  | Hochallee 35-57 / Werderstraße 55 |                                                                                | | 30580    | BW |
| 19947        | Hochallee 35 (Lage) | O   | Reihenvilla                                                      | | 1904–1905                                                                      | Hinsch & Köster (Hinsch, August/Köster, Otto) | 30580    | BW |
| 19945        | Hochallee 37 (Lage) | O   | Reihenvilla                                                      | | 1904–1905                                                                      | Hinsch & Köster (Hinsch, August/Köster, Otto) | 30580    | BW |
| 19962        | Hochallee 39 (Lage) | O   | Reihenvilla                                                      | | 1904/1905                                                                      | Hinsch & Köster (Hinsch, August/Köster, Otto) | 30580    | BW |
| 19943        | Hochallee 41 (Lage) | O   | Reihenvilla                                                      | | 1904/1905                                                                      | Hinsch & Köster (Hinsch, August/Köster, Otto) | 30580    | BW |
| 19961        | Hochallee 41a (Lage) | O   | Reihenvilla                                                      | | 1904/1905                                                                      | Hinsch & Köster (Hinsch, August/Köster, Otto) | 30580    | BW |
| 19946        | Hochallee 43 (Lage) | O   | Reihenvilla                                                      | | 1905/1906                                                                      | Hinsch & Köster (Hinsch, August/Köster, Otto) | 30580    | BW |
| 19949        | Hochallee 43a (Lage) | O   | Reihenvilla                                                      | | 1904/1905                                                                      | Hinsch & Köster (Hinsch, August/Köster, Otto) | 30580    | BW |
| 19948        | Hochallee 45 (Lage) | O   | Reihenvilla                                                      | | 1904/1905                                                                      | Hinsch & Köster (Hinsch, August/Köster, Otto) | 30580    | BW |
| 18788        | Hochallee 45a (Lage) | O   | Reihenvilla                                                      | | 1904/1905                                                                      | Hinsch & Köster (Hinsch, August/Köster, Otto) | 30580    | BW |
| 19940        | Hochallee 47 (Lage) | O   | Reihenvilla                                                      | | 1904/1905                                                                      | Hinsch & Köster (Hinsch, August/Köster, Otto) | 30580    | BW |
| 19939        | Hochallee 49 (Lage) | O   | Reihenvilla                                                      | | 1904/1905                                                                      | Hinsch & Köster (Hinsch, August/Köster, Otto) | 30580    | BW |
| 19944        | Hochallee 51 (Lage) | O   | Reihenvilla                                                      | | 1904/1905                                                                      | Hinsch & Köster (Hinsch, August/Köster, Otto) | 30580    | BW |
| 19941        | Hochallee 53 (Lage) | O   | Reihenvilla                                                      | | 1904/1905                                                                      | Hinsch & Köster (Hinsch, August/Köster, Otto) | 30580    | BW |
| 19938        | Hochallee 55 (Lage) | O   | Reihenvilla                                                      | | 1904/1905                                                                      | Hinsch & Köster (Hinsch, August/Köster, Otto) | 30580    | BW |
| 19942        | Hochallee 57 (Lage) | O   | Reihenvilla                                                      | | 1904/1905                                                                      | Hinsch & Köster (Hinsch, August/Köster, Otto) | 30580    | BW |
| 30682        | Hochallee 61, Oberstraße 67 (Lage) | E   |                                                                  | St. Elisabethkirche |                                                                                | | 30682    | BW |
| 20015 (1324) | Hochallee 61 (Lage) | O   | Einfamilienhaus                                                  | | 1890/1891; 1920/1921 (Umbau)                                                   | Semper, Manfred/Krutisch, Carl Friedrich Phillip; Holzapfel, A. | 30682    | BW |
| 19546 (821)  | Hochallee 71 (Lage) | O   | Einfamilienhaus                                                  | | 1896/1898                                                                      | Körschner, Ph. W. |          | |
| 30678        | Hochallee 73, 75, 77, 79, 81 (Lage) | E   |                                                                  | Hochallee 73/81 |                                                                                | | 30678    | BW |
| 19964        | Hochallee 73 (Lage) | O   | Reihenvilla                                                      | | 1896/1897                                                                      | Körschner, Ph. W. | 30678    | BW |
| 19965        | Hochallee 75 (Lage) | O   | Reihenvilla                                                      | | 1896/1898                                                                      | Körschner, Ph. W. | 30678    | BW |
| 19966        | Hochallee 77 (Lage) | O   | Reihenvilla                                                      | | 1896/1898                                                                      | Körschner, Ph. W. | 30678    | BW |
| 19968        | Hochallee 79 (Lage) | O   | Reihenvilla                                                      | | 1896/1898                                                                      | Körschner, Ph. W. | 30678    | BW |
| 19967        | Hochallee 81 (Lage) | O   | Reihenvilla                                                      | | 1897                                                                           | Körschner, Ph. W. | 30678    | BW |
| 18775 (1424) | Hochallee 89 (Lage) | O   | Reihenvilla                                                      | | 1903, um                                                                       | Rackwitz, Hans |          | |
| 30679        | Hochallee 94, 96, 98, 100, 102, 104 (Lage) | E   |                                                                  | Hochallee 94-104 |                                                                                | | 30679    | BW |
| 19972        | Hochallee 94 (Lage) | O   | Reihenvilla                                                      | | 1898/1899                                                                      | Rzekonski, William | 30679    | BW |
| 19969 (1499) | Hochallee 96 (Lage) | O   | Reihenvilla                                                      | | 1898/1899                                                                      | Rzekonski, William/Rzekonski, Rudolf | 30679    | |
| 19970        | Hochallee 98 (Lage) | O   | Reihenvilla                                                      | | 1898/1899                                                                      | Rzekonski, William/Rzekonski, Rudolf | 30679    | BW |
| 19971        | Hochallee 100 (Lage) | O   | Reihenvilla                                                      | | 1898/1899                                                                      | Rzekonski, William/Rzekonski, Rudolf | 30679    | BW |
| 19974        | Hochallee 102 (Lage) | O   | Reihenvilla                                                      | | 1898/1899                                                                      | Rzekonski, William/Rzekonski, Rudolf | 30679    | BW |
| 19973 (1499) | Hochallee 104 (Lage) | O   | Reihenvilla                                                      | | 1898/1899                                                                      | Rzekonski, William/Rzekonski, Rudolf | 30679    | |
| 30616        | Hochallee 115, 117, 119, 121, 123, 125, 127, Isestraße 48, 50, 52, 54, 56, 58, 60, 62, 64, 66, 68, Jungfrauenthal 12, 14, 16, 18, 20, 22, 24, 26, 28 (Lage) | E   |                                                                  | Isestraße / Hochallee / Jungfrauenthal |                                                                                | | 30616    | BW |
| 18472        | Hochallee 115 (Lage) | O   | Etagenhaus                                                       | | 1904                                                                           | Meyer, Klaus | 30616    | BW |
| 18475        | Hochallee 117 (Lage) | O   | Etagenhaus                                                       | | 1905, um                                                                       | nicht ermittelbar | 30616    | BW |
| 18474        | Hochallee 119 (Lage) | O   | Etagenhaus                                                       | | 1905                                                                           | Weiss, Emil Johannes | 30616    | BW |
| 19991        | Hochallee 121 (Lage) | O   | Etagenhaus                                                       | | 1905                                                                           | Weiss, Emil Johannes | 30616    | BW |
| 18473        | Hochallee 123 (Lage) | O   | Etagenhaus                                                       | | 1905, um                                                                       | | 30616    | BW |
| 19980        | Hochallee 125 (Lage) | O   | Etagenhaus                                                       | | 1905                                                                           | Duve, Gustav | 30616    | BW |
| 18464        | Hochallee 127 (Lage) | O   | Etagenhaus                                                       | | 1905                                                                           | Lindner, Friedrich Otto | 30616    | BW |
| 19904        | Hochallee 130 (Lage) | O   | Wohn- und Geschäftshaus                                          | | 1898/1899                                                                      | Just, Emil Richard | 30670    | BW |
| 19860        | Hochallee 130a (Lage) | O   | Wohn- und Geschäftshaus                                          | | 1898/1899                                                                      | Just, Emil Richard | 30670    | BW |
| 19165        | Hohe Weide 39 (Lage) | O   | Siedlungsbau                                                     | | 1924/1928                                                                      | Klophaus & Schoch (Klophaus, Rudolf/Schoch, August) | 30595    | weitere Bilder |
| 19169        | Hohe Weide 41 (Lage) | O   | Siedlungsbau                                                     | | 1924/1928                                                                      | Klophaus & Schoch (Klophaus, Rudolf/Schoch, August) | 30595    | |
| 19163        | Hohe Weide 43 (Lage) | O   | Siedlungsbau                                                     | | 1924/1928                                                                      | Klophaus & Schoch (Klophaus, Rudolf/Schoch, August) | 30595    | |
| 19162        | Hohe Weide 45 (Lage) | O   | Siedlungsbau                                                     | | 1924/1928                                                                      | Klophaus & Schoch (Klophaus, Rudolf/Schoch, August) | 30595    | |
| 19159        | Hohe Weide 47 (Lage) | O   | Siedlungsbau                                                     | | 1924/1928                                                                      | Klophaus & Schoch (Klophaus, Rudolf/Schoch, August) | 30595    | |
| 19174        | Hohe Weide 49 (Lage) | O   | Siedlungsbau                                                     | | 1924/1928                                                                      | Klophaus & Schoch (Klophaus, Rudolf/Schoch, August) | 30595    | |
| 19612        | Hohe Weide 51 (Lage) | O   | Siedlungsbau                                                     | | 1924/1928                                                                      | Klophaus & Schoch (Klophaus, Rudolf/Schoch, August) | 30595    | |
| 19611        | Hohe Weide 53 (Lage) | O   | Siedlungsbau                                                     | | 1924/1928                                                                      | Klophaus & Schoch (Klophaus, Rudolf/Schoch, August) | 30595    | weitere Bilder |
| 19610        | Hohe Weide 58 (Lage) | O   | Siedlungsbau                                                     | | 1924/1928                                                                      | Klophaus & Schoch (Klophaus, Rudolf/Schoch, August) | 30595    | weitere Bilder |
| 19617        | Hohe Weide 60 (Lage) | O   | Siedlungsbau                                                     | | 1924/1928                                                                      | Klophaus & Schoch (Klophaus, Rudolf/Schoch, August) | 30595    | weitere Bilder |
| 19613        | Hohe Weide 62 (Lage) | O   | Siedlungsbau                                                     | | 1924/1928                                                                      | Klophaus & Schoch (Klophaus, Rudolf/Schoch, August) | 30595    | weitere Bilder |
| 19614        | Hohe Weide 64 (Lage) | O   | Siedlungsbau                                                     | | 1924/1928                                                                      | Klophaus & Schoch (Klophaus, Rudolf/Schoch, August) | 30595    | weitere Bilder |
| 19615        | Hohe Weide 66 (Lage) | O   | Siedlungsbau                                                     | | 1924/1928                                                                      | Klophaus & Schoch (Klophaus, Rudolf/Schoch, August) | 30595    | weitere Bilder |
| 19170        | Hohe Weide 68 (Lage) | O   | Siedlungsbau                                                     | | 1924/1928                                                                      | Klophaus & Schoch (Klophaus, Rudolf/Schoch, August) | 30595    | weitere Bilder |
| 19599        | Hohe Weide 70 (Lage) | O   | Siedlungsbau                                                     | | 1924/1928                                                                      | Klophaus & Schoch (Klophaus, Rudolf/Schoch, August) | 30595    | weitere Bilder |
| 19173        | Hohe Weide 72 (Lage) | O   | Siedlungsbau                                                     | | 1924/1928                                                                      | Klophaus & Schoch (Klophaus, Rudolf/Schoch, August) | 30595    | |
| 19616        | Hohe Weide 74 (Lage) | O   | Siedlungsbau                                                     | | 1924/1928                                                                      | Klophaus & Schoch (Klophaus, Rudolf/Schoch, August) | 30595    | |
| 19598        | Hohe Weide 76 (Lage) | O   | Siedlungsbau                                                     | | 1924/1928                                                                      | Klophaus & Schoch (Klophaus, Rudolf/Schoch, August) | 30595    | |
| 19600        | Hohe Weide 78 (Lage) | O   | Siedlungsbau                                                     | | 1924/1928                                                                      | Klophaus & Schoch (Klophaus, Rudolf/Schoch, August) | 30595    | |
| 19603        | Hohe Weide 80 (Lage) | O   | Siedlungsbau                                                     | | 1924/1928                                                                      | Klophaus & Schoch (Klophaus, Rudolf/Schoch, August) | 30595    | |
| 19604        | Hohe Weide 82 (Lage) | O   | Siedlungsbau                                                     | | 1924/1928                                                                      | Klophaus & Schoch (Klophaus, Rudolf/Schoch, August) | 30595    | |
| 19605        | Hohe Weide 84 (Lage) | O   | Siedlungsbau                                                     | | 1924/1928                                                                      | Klophaus & Schoch (Klophaus, Rudolf/Schoch, August) | 30595    | |
| 19606        | Hohe Weide 86 (Lage) | O   | Siedlungsbau                                                     | | 1924/1928                                                                      | Klophaus & Schoch (Klophaus, Rudolf/Schoch, August) | 30595    | weitere Bilder |
| 19607        | Hohe Weide 88 (Lage) | O   | Siedlungsbau                                                     | | 1924/1928                                                                      | Klophaus & Schoch (Klophaus, Rudolf/Schoch, August) | 30595    | weitere Bilder |
| 19259 (1653) | Innocentiastraße 33 (Lage) | O   | Reihenvilla                                                      | | 1902                                                                           | Lundt & Kallmorgen (Lundt, Werner/Kallmorgen, Georg) |          | |
| 19671 (627)  | Innocentiastraße 37 (Lage) | O   | Reihenvilla                                                      | | 1906/1907; 1935 (Umbau)                                                        | Hinsch, August | 30664    | |
| 19669        | Innocentiastraße 42, 44 (Lage) | O   | Reihenvilla                                                      | | 1909                                                                           | Engel, Semmy | 30664    | weitere Bilder |
| 19755        | Innocentiastraße 46 (Lage) | O   | Reihenvilla                                                      | | 1910, um                                                                       | nicht ermittelt | 30664    | |
| 19647        | Innocentiastraße 48 (Lage) | O   | Reihenvilla                                                      | | 1910/1911                                                                      | Frejtag & Wurzbach (Frejtag, Leon/Wurzbach, Hermann) | 30664    | weitere Bilder |
| 19674        | Innocentiastraße 50, 52 (Lage) | O   | Reihenvilla                                                      | | 1910                                                                           | Engel, Semmy | 30664    | |
| 19857        | Innocentiastraße 54 (Lage) | O   | Reihenvilla                                                      | | 1910                                                                           | Engel, Semmy | 30664    | |
| 19638        | Innocentiastraße 56 (Lage) | O   | Reihenvilla                                                      | | 1910                                                                           | Engel, Semmy | 30664    | |
| 19628        | Innocentiastraße 58 (Lage) | O   | Reihenvilla                                                      | | 1910                                                                           | Engel, Semmy | 30664    | |
| 19627        | Innocentiastraße 60 (Lage) | O   | Reihenvilla                                                      | | 1910                                                                           | Engel, Semmy | 30664    | |
| 19626        | Innocentiastraße 62 (Lage) | O   | Reihenvilla                                                      | | 1902                                                                           | Körschner, G. | 30664    | weitere Bilder |
| 18794 (822)  | Innocentiastraße 72 (Lage) | O   | Einfamilienhaus                                                  | | 1905                                                                           | Krug, Heinrich |          | |
| 30681        | Innocentiastraße 74, Klosterallee 66 (Lage) | E   |                                                                  | Klosterallee 66 / Innocentiastraße 74 |                                                                                | | 30681    | weitere Bilder |
| 19978        | Innocentiastraße 74 (Lage) | O   | Einfamilienhaus, Doppelhaus                                      | | 1913                                                                           | Wagner, R. | 30681    | weitere Bilder |
| 19679        | Innocentiastraße o. Nr., Innocentiapark (Lage) | O   | Park                                                             | Innocentiapark | 1884/1885                                                                      | Meyer, Franz Andreas | 30664    | |
| 19581        | Isebekkanal (Lage) | O   | Bahnbrücke (U-Bahn)                                              | Brücke der U-Bahn-Linie U 1 über den Isebekkanal östlich der Haltestelle Klosterstern | 1927                                                                           | |          | weitere Bilder |
| 19584        | Isebekkanal (Lage) | O   | Bahnbrücke (U-Bahn)                                              | Brücke der U-Bahn-Linie U 3 über den Isebekkanal östlich der Haltestelle Klosterstern | 1909/1910                                                                      | |          | weitere Bilder |
| 19585        | Isebrücke o. Nr. (Lage) | O   | Straßenbrücke                                                    | Isebrücke | 1900, um                                                                       | |          | weitere Bilder |
| 29557        | Isestraße 4 (Lage) | O   | Etagenhaus                                                       | Haus mit eisernem Vorgartenzaun | 1879                                                                           | Cordes, G. C. W. |          | |
| 19227        | Isestraße 7 (Lage) | O   | Etagenhaus                                                       | | 1909                                                                           | Lindner, Friedrich Otto | 30563    | |
| 19997        | Isestraße 9 (Lage) | O   | Etagenhaus                                                       | | 1908/1910                                                                      | Lindner, Friedrich Otto | 30563    | |
| 19998        | Isestraße 11 (Lage) | O   | Etagenhaus                                                       | | 1908/1910                                                                      | Lindner, Friedrich Otto | 30563    | |
| 20008        | Isestraße 13 (Lage) | O   | Etagenhaus                                                       | | 1908/1910                                                                      | Lindner, Friedrich Otto | 30563    | |
| 19999        | Isestraße 15 (Lage) | O   | Etagenhaus                                                       | | 1908/1910                                                                      | Lindner, Friedrich Otto/Gumm, T. | 30563    | |
| 19249        | Isestraße 17 (Lage) | O   | Etagenhaus                                                       | | 1908/1910                                                                      | Lindner, Friedrich Otto | 30563    | |
| 20000        | Isestraße 19 (Lage) | O   | Etagenhaus                                                       | | 1908/1910                                                                      | Lindner, Friedrich Otto | 30563    | |
| 20001        | Isestraße 21 (Lage) | O   | Etagenhaus                                                       | | 1908/1910                                                                      | Lindner, Friedrich Otto | 30563    | |
| 18477        | Isestraße 23 (Lage) | O   | Etagenhaus                                                       | | 1911                                                                           | Weis, Adolf | 30563    | |
| 18478        | Isestraße 25 (Lage) | O   | Etagenhaus                                                       | | 1910, um                                                                       | nicht ermittelbar | 30563    | |
| 18479        | Isestraße 27 (Lage) | O   | Etagenhaus                                                       | | 1910, um                                                                       | nicht ermittelbar | 30563    | |
| 18481        | Isestraße 29 (Lage) | O   | Etagenhaus                                                       | | 1908                                                                           | nicht ermittelbar | 30563    | |
| 18482        | Isestraße 31 (Lage) | O   | Mehrfamilienhaus                                                 | | 1955                                                                           | Zoder, Max | 30563    | |
| 19222        | Isestraße 35 (Lage) | O   | Wohn- und Geschäftshaus                                          | | 1960, um                                                                       | nicht ermittelt | 30563    | |
| 19223        | Isestraße 37 (Lage) | O   | Etagenhaus                                                       | | 1910–1912                                                                      | Eisbein, Eduard | 30563    | |
| 20003        | Isestraße 39 (Lage) | O   | Etagenhaus                                                       | | 1909/1910                                                                      | Lindhorst, Albert | 30563    | |
| 19226        | Isestraße 41 (Lage) | O   | Etagenhaus                                                       | | 1909/1910                                                                      | Heynen, H. K. | 30563    | |
| 19224        | Isestraße 43 (Lage) | O   | Mehrfamilienhaus                                                 | | 1950, um                                                                       | Wegner, Willy | 30563    | |
| 19225 (876)  | Isestraße 45 (Lage) | O   | Etagenhaus                                                       | | 1910                                                                           | Schmidt, F. O. A. | 30563    | |
| 19229        | Isestraße 47 (Lage) | O   | Etagenhaus                                                       | | 1909                                                                           | Christens, F. | 30563    | |
| 18471        | Isestraße 48 (Lage) | O   | Etagenhaus                                                       | | 1906                                                                           | Lindner, Friedrich Otto | 30616    | |
| 19248        | Isestraße 49 (Lage) | O   | Etagenhaus                                                       | | 1909                                                                           | Dose, Alfred | 30563    | |
| 18470        | Isestraße 50 (Lage) | O   | Etagenhaus                                                       | | 1906                                                                           | Lindner, Friedrich Otto | 30616    | BW |
| 19247        | Isestraße 51 (Lage) | O   | Etagenhaus                                                       | | 1908                                                                           | Petzold, Carl | 30563    | |
| 18469        | Isestraße 52 (Lage) | O   | Etagenhaus                                                       | | 1906                                                                           | Muxfeldt, H. C. | 30616    | |
| 19236        | Isestraße 53 (Lage) | O   | Etagenhaus                                                       | | 1908                                                                           | Kahns, H./Wilke, H. | 30563    | |
| 18468        | Isestraße 54 (Lage) | O   | Etagenhaus                                                       | | 1906                                                                           | Muxfeldt, H. C. | 30616    | |
| 19246        | Isestraße 55 (Lage) | O   | Etagenhaus                                                       | | 1909                                                                           | Kahns, H./Wilke, H. | 30563    | |
| 18467        | Isestraße 56 (Lage) | O   | Etagenhaus                                                       | | 1906                                                                           | Kirchner, Carl | 30616    | |
| 19992        | Isestraße 57 (Lage) | O   | Etagenhaus                                                       | | 1909/1910                                                                      | Maaß, L. | 30563    | |
| 18466        | Isestraße 58 (Lage) | O   | Etagenhaus                                                       | | 1905                                                                           | Lehmann & Würdemann | 30616    | BW |
| 18480        | Isestraße 59 (Lage) | O   | Etagenhaus                                                       | | 1909/1910                                                                      | Kahns, H./Wilke, H. | 30563    | |
| 18465        | Isestraße 60 (Lage) | O   | Etagenhaus                                                       | | 1904/1905                                                                      | Lindner, Friedrich Otto | 30616    | BW |
| 20012        | Isestraße 61 (Lage) | O   | Etagenhaus                                                       | | 1909/1910                                                                      | Dose, Alfred | 30563    | |
| 19979        | Isestraße 62 (Lage) | O   | Etagenhaus                                                       | | 1904                                                                           | Lindner, Friedrich Otto | 30616    | BW |
| 19245        | Isestraße 63 (Lage) | O   | Etagenhaus                                                       | | 1908                                                                           | Otte, Gustav | 30563    | |
| 17656        | Isestraße 64 (Lage) | O   | Etagenhaus                                                       | | 1904                                                                           | Lindner, Friedrich Otto | 30616    | BW |
| 19244        | Isestraße 65 (Lage) | O   | Etagenhaus                                                       | | 1909                                                                           | Otte, Gustav | 30563    | BW |
| 18476        | Isestraße 66 (Lage) | O   | Etagenhaus                                                       | | 1904                                                                           | Lindner, Friedrich Otto | 30616    | BW |
| 19243        | Isestraße 67 (Lage) | O   | Etagenhaus                                                       | | 1908                                                                           | Duve, Gustav | 30563    | BW |
| 19990        | Isestraße 68 (Lage) | O   | Etagenhaus                                                       | | 1905                                                                           | Lindner, Friedrich Otto | 30616    | BW |
| 19242        | Isestraße 69 (Lage) | O   | Etagenhaus                                                       | | 1908                                                                           | Duve, Gustav | 30563    | BW |
| 20013 (876)  | Isestraße 71, 73 (Lage) | O   | Etagenhaus                                                       | | 1907/1908                                                                      | Lindner, Friedrich Otto | 30563    | |
| 18147        | Isestraße 76 (Lage) | O   | Etagenhaus (Hamburger Burg)                                      | | 1905/1906                                                                      | Lindhorst, Albert | 30563    | BW |
| 20004        | Isestraße 77 (Lage) | O   | Etagenhaus                                                       | | 1910/1911                                                                      | Jahnke, Hermann J. | 30563    | |
| 18148        | Isestraße 78 (Lage) | O   | Etagenhaus (Hamburger Burg)                                      | | 1905/1906                                                                      | Lindhorst, Albert | 30563    | BW |
| 19237        | Isestraße 79 (Lage) | O   | Etagenhaus                                                       | | 1910/1911                                                                      | Jahnke, Hermann J. | 30563    | BW |
| 18149        | Isestraße 80 (Lage) | O   | Etagenhaus (Hamburger Burg)                                      | | 1905/1906                                                                      | Lindhorst, Albert | 30563    | |
| 19239        | Isestraße 81 (Lage) | O   | Etagenhaus (Hamburger Burg)                                      | | 1910/1911                                                                      | Jahnke, Hermann J. | 30563    | BW |
| 18774        | Isestraße 82 (Lage) | O   | Etagenhaus (Hamburger Burg)                                      | | 1905/1906                                                                      | Lindhorst, Albert | 30563    | BW |
| 19228        | Isestraße 83 (Lage) | O   | Etagenhaus (Hamburger Burg)                                      | | 1910/1911                                                                      | Jahnke, Hermann J. | 30563    | |
| 18146        | Isestraße 84 (Lage) | O   | Etagenhaus (Hamburger Burg)                                      | | 1905/1906                                                                      | Lindhorst, Albert | 30563    | BW |
| 20002        | Isestraße 85 (Lage) | O   | Etagenhaus (Hamburger Burg)                                      | | 1910/1911                                                                      | Jahnke, Hermann J. | 30563    | |
| 18782        | Isestraße 86 (Lage) | O   | Etagenhaus (Hamburger Burg)                                      | | 1905/1906                                                                      | Lindhorst, Albert | 30563    | BW |
| 19230        | Isestraße 87 (Lage) | O   | Etagenhaus (Hamburger Burg)                                      | | 1910/1911                                                                      | Jahnke, Hermann J. | 30563    | BW |
| 19591        | Isestraße 88 (Lage) | O   | Etagenhaus (Hamburger Burg)                                      | | 1905/1906                                                                      | Lindhorst, Albert | 30563    | BW |
| 19231        | Isestraße 89 (Lage) | O   | Etagenhaus (Hamburger Burg)                                      | | 1910/1911                                                                      | Jahnke, Hermann J. | 30563    | BW |
| 18772        | Isestraße 90 (Lage) | O   | Etagenhaus (Hamburger Burg)                                      | | 1905/1906                                                                      | Lindhorst, Albert | 30563    | BW |
| 19232        | Isestraße 91 (Lage) | O   | Etagenhaus (Hamburger Burg)                                      | | 1910/1911                                                                      | Jahnke, Hermann J. | 30563    | |
| 18773        | Isestraße 92 (Lage) | O   | Etagenhaus (Hamburger Burg)                                      | | 1905/1906                                                                      | Lindhorst, Albert | 30563    | BW |
| 19233        | Isestraße 93 (Lage) | O   | Etagenhaus (Hamburger Burg)                                      | | 1910/1911                                                                      | Jahnke, Hermann J. | 30563    | |
| 19587        | Isestraße 94 (Lage) | O   | Etagenhaus (Hamburger Burg)                                      | | 1905/1906                                                                      | Lindhorst, Albert | 30563    | BW |
| 20011        | Isestraße 95 (Lage) | O   | Etagenhaus (Hamburger Burg)                                      | | 1910/1911                                                                      | Jahnke, Hermann J. | 30563    | |
| 19544        | Isestraße 96 (Lage) | O   | Etagenhaus, Hamburger Burg                                       | | 1910/1911                                                                      | Winand, Carl; Zöllner, Karl | 30563    | BW |
| 19551        | Isestraße 98 (Lage) | O   | Etagenhaus                                                       | | 1910/1911                                                                      | Winand, Carl; Zöllner, Karl | 30563    | weitere Bilder |
| 19993        | Isestraße 109 (Lage) | O   | Etagenhaus                                                       | | 1905                                                                           | Schröter, F. A. B. | 30563    | BW |
| 20009        | Isestraße 111 (Lage) | O   | Etagenhaus                                                       | | 1907                                                                           | Schröder, W. | 30563    | BW |
| 20010        | Isestraße 113 (Lage) | O   | Etagenhaus                                                       | | 1904                                                                           | Walther, O. A. | 30563    | BW |
| 19994 (876)  | Isestraße 115 (Lage) | O   | Etagenhaus                                                       | | 1907/1908                                                                      | Schröder, W. | 30563    | |
| 19995        | Isestraße 117 (Lage) | O   | Etagenhaus                                                       | | 1907/1908                                                                      | Schröder, W. | 30563    | BW |
| 19996        | Isestraße 119 (Lage) | O   | Etagenhaus                                                       | | 1907/1908                                                                      | Schröder, W. | 30563    | BW |
| 20005        | Isestraße 121 (Lage) | O   | Etagenhaus                                                       | | 1907/1909                                                                      | Barca, Adolph/Pierstorff, Ulrich | 30563    | BW |
| 20006        | Isestraße 123 (Lage) | O   | Etagenhaus                                                       | | 1907/1909                                                                      | Barca, Adolph/Pierstorff, Ulrich | 30563    | BW |
| 20007        | Isestraße 125 (Lage) | O   | Etagenhaus                                                       | | 1907/1909                                                                      | Barca, Adolph/Pierstorff, Ulrich | 30563    | BW |
| 19241        | Isestraße 127 (Lage) | O   | Etagenhaus                                                       | | 1907, um                                                                       | nicht ermittelbar | 30563    | BW |
| 19240        | Isestraße 139 (Lage) | O   | Etagenhaus                                                       | | 1905/1906                                                                      | nicht ermittelbar | 30563    | BW |
| 18778        | Isestraße 146 (Lage) | O   | Schule                                                           | Höhere Mädchenschule Lina Kreusler; Heilwig-Schule, 1966 zog das Heilwig-Gymnasium nach Alsterdorf, seitdem Nutzung durch Berufsschulen und das LI | 1912                                                                           | Blohm, Gustav Carl Eduard |          | weitere Bilder |
| 19543        | Isestraße o. Nr. (Lage) | O   | Hochbahnviadukt                                                  | Hochbahnviadukt zwischen Bahnhöfen Hoheluftbrücke und Eppendorfer Baum | 1909–1912                                                                      | |          | weitere Bilder |
| 19976        | Isestraße o. Nr. (Lage) | O   | Hochbahnviadukt                                                  | Hochbahnviadukt Isestraße | 1909–1912                                                                      | |          | weitere Bilder |
| 19902        | Jungfrauenthal 2, 4 (Lage) | O   | Etagenhaus                                                       | | 1900                                                                           | Beckmann, G. | 30670    | BW |
| 19989 (1688) | Jungfrauenthal 12 (Lage) | O   | Etagenhaus                                                       | | 1904                                                                           | Meyer, Klaus | 30616    | |
| 19988        | Jungfrauenthal 14 (Lage) | O   | Etagenhaus                                                       | | 1904                                                                           | Meyer, Klaus | 30616    | BW |
| 19987        | Jungfrauenthal 16 (Lage) | O   | Etagenhaus                                                       | | 1904                                                                           | Meyer, Klaus | 30616    | BW |
| 19986        | Jungfrauenthal 18 (Lage) | O   | Etagenhaus                                                       | | 1904                                                                           | Meyer, Klaus | 30616    | BW |
| 19985        | Jungfrauenthal 20 (Lage) | O   | Etagenhaus                                                       | | 1905                                                                           | nicht ermittelbar | 30616    | BW |
| 19984        | Jungfrauenthal 22 (Lage) | O   | Etagenhaus                                                       | | 1905                                                                           | Krug, Heinrich | 30616    | BW |
| 19983        | Jungfrauenthal 24 (Lage) | O   | Etagenhaus                                                       | | 1905/1906                                                                      | Foßhag, Edgar | 30616    | BW |
| 19982        | Jungfrauenthal 26 (Lage) | O   | Etagenhaus                                                       | | 1905/1906                                                                      | Foßhag, Edgar | 30616    | BW |
| 19981        | Jungfrauenthal 28 (Lage) | O   | Etagenhaus                                                       | | 1906                                                                           | Schmidt, August | 30616    | BW |
| 19586        | Jungfrauenthal 47 (Lage) | O   | Einfamilienhaus                                                  | | 1888                                                                           | Biernatzki, Julius Alwin |          | BW |
| 19608        | Kaiser-Friedrich-Ufer 15 (Lage) | O   | Siedlungsbau                                                     | | 1924/1928                                                                      | Klophaus & Schoch (Klophaus, Rudolf/Schoch, August) | 30595    | weitere Bilder |
| 19164        | Kaiser-Friedrich-Ufer 16 (Lage) | O   | Siedlungsbau                                                     | | 1924/1928                                                                      | Klophaus & Schoch (Klophaus, Rudolf/Schoch, August) | 30595    | |
| 19602        | Kaiser-Friedrich-Ufer 17 (Lage) | O   | Siedlungsbau                                                     | | 1924/1928                                                                      | Klophaus & Schoch (Klophaus, Rudolf/Schoch, August) | 30595    | |
| 19171        | Kaiser-Friedrich-Ufer 18 (Lage) | O   | Siedlungsbau                                                     | | 1924/1928                                                                      | Klophaus & Schoch (Klophaus, Rudolf/Schoch, August) | 30595    | |
| 19609        | Kaiser-Friedrich-Ufer 19 (Lage) | O   | Siedlungsbau                                                     | | 1924/1928                                                                      | Klophaus & Schoch (Klophaus, Rudolf/Schoch, August) | 30595    | |
| 19597        | Kaiser-Friedrich-Ufer 20 (Lage) | O   | Siedlungsbau                                                     | | 1924/1928                                                                      | Klophaus & Schoch (Klophaus, Rudolf/Schoch, August) | 30595    | |
| 19175        | Kaiser-Friedrich-Ufer 21 (Lage) | O   | Siedlungsbau                                                     | | 1924/1928                                                                      | Klophaus & Schoch (Klophaus, Rudolf/Schoch, August) | 30595    | |
| 19601        | Kaiser-Friedrich-Ufer 22 (Lage) | O   | Siedlungsbau                                                     | | 1924/1928                                                                      | Klophaus & Schoch (Klophaus, Rudolf/Schoch, August) | 30595    | weitere Bilder |
| 19168        | Kaiser-Friedrich-Ufer 24 (Lage) | O   | Siedlungsbau                                                     | | 1924/1928                                                                      | Klophaus & Schoch (Klophaus, Rudolf/Schoch, August) | 30595    | weitere Bilder |
| 19172        | Kaiser-Friedrich-Ufer 25 (Lage) | O   | Siedlungsbau                                                     | | 1924/1928                                                                      | Klophaus & Schoch (Klophaus, Rudolf/Schoch, August) | 30595    | |
| 19161        | Kaiser-Friedrich-Ufer 27 (Lage) | O   | Siedlungsbau                                                     | | 1924/1928                                                                      | Klophaus & Schoch (Klophaus, Rudolf/Schoch, August) | 30595    | |
| 19160        | Kaiser-Friedrich-Ufer 28 (Lage) | O   | Siedlungsbau                                                     | | 1924/1928                                                                      | Klophaus & Schoch (Klophaus, Rudolf/Schoch, August) | 30595    | |
| 19977        | Klosterallee 66 (Lage) | O   | Einfamilienhaus, Doppelhaus                                      | | 1913                                                                           | Behrens, Wilhelm | 30681    | |
| 19238        | Klosterallee 67 (Lage) | O   | Etagenhaus                                                       | | 1910/1912, um                                                                  | | 30563    | weitere Bilder |
| 18779        | Klosterallee 80 (Lage) | O   | Apotheke (mit wandfestem und beweglichem Inventar; Offizin etc.) | | 1910                                                                           | Schmidt, W. |          | weitere Bilder |
| 19588        | Klosteralleebrücke o. Nr. (Lage) | O   | Straßenbrücke                                                    | Klosteralleebrücke | 1906                                                                           | |          | weitere Bilder |
| 19901        | Klosterstern 4 (Lage) | O   | Etagenhaus                                                       | | 1895, um                                                                       | | 30670    | BW |
| 19864        | Klosterstern 5 (Lage) | O   | Wohn- und Geschäftshaus                                          | | 1898                                                                           | Beckmann, G. | 30670    | BW |
| 30684        | Klosterstern 8, 9, Oderfelder Straße 2, 4 (Lage) | E   |                                                                  | Klosterstern / Oderfelder Straße |                                                                                | | 30684    | BW |
| 20018        | Klosterstern 8 (Lage) | O   | Einfamilienhaus                                                  | | 1899; 1990/1991 (Umbau)                                                        | Rackwitz, Hans | 30684    | BW |
| 20020        | Klosterstern 9 (Lage) | O   | Einfamilienhaus                                                  | | 1898; 1934/1935 (Umbau)                                                        | Rackwitz, Hans | 30684    | BW |
| 30680        | Klosterstern o. Nr., Rothenbaumchaussee o. Nr. (Lage) | E   |                                                                  | U-Bahnhof Klosterstern |                                                                                | | 30680    | |
| 19580        | Klosterstern o. Nr. (Lage) | O   | Platzanlage                                                      | Platzanlage Klosterstern | 1876                                                                           | |          | |
| 19975        | Klosterstern o. Nr., Rothenbaumchaussee o. Nr. (Lage) | O   | Bahnhof (U-Bahn)                                                 | U-Bahnhof Klosterstern | 1929/1930; 1965/1966 (Erweiterung, Modernisierung); 1984/1986 (Renovierung)    | Puritz, Walter; Grundmann, Friedhelm/Rehder, Otto (Renovierung) | 30680    | |
| 30685        | Klosterstieg 6, 8, 10, 12 (Lage) | E   |                                                                  | Klosterstieg 6-12 |                                                                                | | 30685    | BW |
| 20024        | Klosterstieg 6 (Lage) | O   | Reihenvilla                                                      | | 1889                                                                           | Vale, H. | 30685    | BW |
| 20025        | Klosterstieg 8 (Lage) | O   | Reihenvilla                                                      | | 1889                                                                           | Kohls, K. | 30685    | BW |
| 20022        | Klosterstieg 10 (Lage) | O   | Reihenvilla                                                      | | 1889                                                                           | Kohls, K | 30685    | BW |
| 20023        | Klosterstieg 12 (Lage) | O   | Reihenvilla                                                      | | 1889                                                                           | | 30685    | BW |
| 29566 (1024) | Klosterstieg 14, 16 (Lage) | O   | Reihenvilla                                                      | | 1872/1873, um                                                                  | Radel, George |          | |
| 18781        | Krugkoppel 1 (Lage) | O   | Toilettenhäuschen                                                | | 1914, vor                                                                      | nicht ermittelt |          | |
| 29594        | Krugkoppel o. Nr. (Lage) | O   | Ufermauern                                                       | Alsterkanalisierung | 20. Jh., Anfang                                                                | |          | BW |
| 19589        | Krugkoppel o. Nr., Eichenpark (Lage) | O   | Denkmal                                                          | Denkmal für Friedrich von Hagedorn | 1897                                                                           | Boerner, Carl |          | |
| 19579        | Krugkoppelbrücke o. Nr. (Lage) | O   | Straßenbrücke                                                    | Krugkoppelbrücke | 1927/1928                                                                      | Schumacher, Fritz/Leo, Gustav |          | weitere Bilder |
| 21878        | Krugkoppelbrücke o. Nr. (Lage) | O   | Straßenbrücke                                                    | Krugkoppelbrücke | 1927/1928                                                                      | Schumacher, Fritz/Leo, Gustav |          | weitere Bilder |
| 29545        | Mittelweg 48 (Lage) | O   | Villa                                                            | Villa mit Vorgarten und Zaun | 1908–1909                                                                      | Ott, August |          | BW |
| 19545 (547)  | Mittelweg 50 (Lage) | O   | Landhaus                                                         | | 1826; 1826 ff. (mehrfache Umbauten)                                            | nicht ermittelbar |          | |
| 30579        | Mittelweg 63, 64, 65, 66, 67, 68, 69 (Lage) | E   |                                                                  | |                                                                                | | 30579    | BW |
| 18784        | Mittelweg 63 (Lage) | O   | Reihenvilla                                                      | | 1877/1878                                                                      | Hallier & Fitschen (Hallier, Eduard/Fitschen, Hinrich) | 30579    | BW |
| 18789        | Mittelweg 64 (Lage) | O   | Reihenvilla                                                      | | 1877/1878                                                                      | Hallier & Fitschen (Hallier, Eduard/Fitschen, Hinrich) | 30579    | BW |
| 19656        | Mittelweg 65 (Lage) | O   | Reihenvilla                                                      | | 1879/1880                                                                      | Hallier & Fitschen (Hallier, Eduard/Fitschen, Hinrich) | 30579    | BW |
| 19655        | Mittelweg 66 (Lage) | O   | Reihenvilla                                                      | | 1879/1880                                                                      | Hallier & Fitschen (Hallier, Eduard/Fitschen, Hinrich) | 30579    | BW |
| 19660 (969)  | Mittelweg 67 (Lage) | O   | Reihenvilla                                                      | | 1881                                                                           | Hallier & Fitschen (Hallier, Eduard/Fitschen, Hinrich) | 30579    | |
| 19659 (969)  | Mittelweg 68 (Lage) | O   | Reihenvilla                                                      | | 1881                                                                           | Hallier & Fitschen (Hallier, Eduard/Fitschen, Hinrich) | 30579    | |
| 19658        | Mittelweg 69 (Lage) | O   | Reihenvilla                                                      | | 1881                                                                           | Hallier & Fitschen (Hallier, Eduard/Fitschen, Hinrich) | 30579    | BW |
| 29543 (1541) | Mittelweg 111a (Lage) | O   | Villa                                                            | Villa und Vorgartenraum | 1895                                                                           | Stammann & Zinnow (Stammann, Hugo/Zinnow, Gustav) |          | |
| 29544 (1443) | Mittelweg 112 (Lage) | O   | Villa                                                            | Villa und Vorgartenraum mit Eisenzaun | 1890/1891                                                                      | Stammann & Zinnow (Stammann, Hugo/Zinnow, Gustav) |          | |
| 29542 (1444) | Mittelweg 113 (Lage) | O   | Villa                                                            | Villa und Teil des Grundstücks mit Eisenzaun | 1895/1896                                                                      | Stammann & Zinnow (Stammann, Hugo/Zinnow, Gustav) |          | weitere Bilder |
| 30635        | Mittelweg 115, 115a, 115b (Lage) | E   |                                                                  | Reihenhausanlage Mittelweg 115-115 b |                                                                                | | 30635    | BW |
| 19425 (1274) | Mittelweg 115 (Lage) | O   | Reihenhaus                                                       | | 1867/1869; 1911 (Umbau)                                                        | nicht ermittelbar | 30635    | |
| 19411 (1274) | Mittelweg 115a (Lage) | O   | Reihenhaus                                                       | | 1867/1869                                                                      | nicht ermittelbar | 30635    | BW |
| 19410 (1274) | Mittelweg 115b (Lage) | O   | Reihenhaus                                                       | | 1867/1869; 1911 (Umbau)                                                        | nicht ermittelbar | 30635    | BW |
| 19547 (728)  | Mittelweg 116 (Lage) | O   | Landhaus                                                         | | 1827; 1921/1922 (Umbau)                                                        | Grell, Henry |          | |
| 19549 (709)  | Nonnenstieg 1 (Lage) | O   | Einfamilienhaus                                                  | | 1912/1913                                                                      | Lundt & Kallmorgen (Lundt, Werner/Kallmorgen, Georg) (vermutl.) |          | |
| 29555        | Nonnenstieg 9 (Lage) | O   | Villa; u. a.                                                     | Haus mit Einfriedigungsmauer | 1913/1915                                                                      | Schöss, Paul |          | BW |
| 29558        | Nonnenstieg 13 (Lage) | O   | Einfamilienhaus                                                  | Haus mit straßenseitiger Befriedung | 1904                                                                           | Frejtag & Wurzbach (Frejtag, Leon/Wurzbach, Hermann) |          | BW |
| 20063 (1259) | Oberstraße 14a (Lage) | O   | Mehrfamilienhaus/Geschäftshaus, Hochhaus                         | Grindelhochhäuser | 1946/1956                                                                      | Architektengemeinschaft Grindelberg (Bernhard Hermkes, Bernhard Hopp, Rudolf Lodders, Rudolf Jäger, Albrecht Sander, Ferdinand Streb, Fritz Trautwein, Hermann Zess) | 30688    | |
| 20065 (1259) | Oberstraße 14b (Lage) | O   | Mehrfamilienhaus/Geschäftshaus, Hochhaus                         | Grindelhochhäuser | 1946/1956                                                                      | Architektengemeinschaft Grindelberg (Bernhard Hermkes, Bernhard Hopp, Rudolf Lodders, Rudolf Jäger, Albrecht Sander, Ferdinand Streb, Fritz Trautwein, Hermann Zess) | 30688    | |
| 20057 (1259) | Oberstraße 14c (Lage) | O   | Mehrfamilienhaus/Geschäftshaus, Hochhaus                         | Grindelhochhäuser | 1946/1956                                                                      | Architektengemeinschaft Grindelberg (Bernhard Hermkes, Bernhard Hopp, Rudolf Lodders, Rudolf Jäger, Albrecht Sander, Ferdinand Streb, Fritz Trautwein, Hermann Zess) | 30688    | |
| 20056 (1259) | Oberstraße 16a (Lage) | O   | Mehrfamilienhaus                                                 | Grindelhochhäuser | 1946/1956                                                                      | Architektengemeinschaft Grindelberg (Bernhard Hermkes, Bernhard Hopp, Rudolf Lodders, Rudolf Jäger, Albrecht Sander, Ferdinand Streb, Fritz Trautwein, Hermann Zess) | 30688    | BW |
| 16399 (1259) | Oberstraße 16b (Lage) | O   | Mehrfamilienhaus                                                 | Grindelhochhäuser | 1946/1956                                                                      | Architektengemeinschaft Grindelberg (Bernhard Hermkes, Bernhard Hopp, Rudolf Lodders, Rudolf Jäger, Albrecht Sander, Ferdinand Streb, Fritz Trautwein, Hermann Zess) | 30688    | BW |
| 20050 (1259) | Oberstraße 16c (Lage) | O   | Mehrfamilienhaus                                                 | Grindelhochhäuser | 1946/1956                                                                      | Architektengemeinschaft Grindelberg (Bernhard Hermkes, Bernhard Hopp, Rudolf Lodders, Rudolf Jäger, Albrecht Sander, Ferdinand Streb, Fritz Trautwein, Hermann Zess) | 30688    | BW |
| 16401 (1259) | Oberstraße 16d (Lage) | O   | Mehrfamilienhaus                                                 | Grindelhochhäuser | 1946/1956                                                                      | Architektengemeinschaft Grindelberg (Bernhard Hermkes, Bernhard Hopp, Rudolf Lodders, Rudolf Jäger, Albrecht Sander, Ferdinand Streb, Fritz Trautwein, Hermann Zess) | 30688    | BW |
| 16402 (1259) | Oberstraße 16e (Lage) | O   | Mehrfamilienhaus                                                 | Grindelhochhäuser | 1946/1956                                                                      | Architektengemeinschaft Grindelberg (Bernhard Hermkes, Bernhard Hopp, Rudolf Lodders, Rudolf Jäger, Albrecht Sander, Ferdinand Streb, Fritz Trautwein, Hermann Zess) | 30688    | BW |
| 16403 (1259) | Oberstraße 16f (Lage) | O   | Mehrfamilienhaus                                                 | Grindelhochhäuser | 1946/1956                                                                      | Architektengemeinschaft Grindelberg (Bernhard Hermkes, Bernhard Hopp, Rudolf Lodders, Rudolf Jäger, Albrecht Sander, Ferdinand Streb, Fritz Trautwein, Hermann Zess) | 30688    | BW |
| 20067 (1259) | Oberstraße 18a (Lage) | O   | Mehrfamilienhaus/Geschäftshaus, Hochhaus                         | Grindelhochhäuser | 1946/1956                                                                      | Architektengemeinschaft Grindelberg (Bernhard Hermkes, Bernhard Hopp, Rudolf Lodders, Rudolf Jäger, Albrecht Sander, Ferdinand Streb, Fritz Trautwein, Hermann Zess) | 30688    | BW |
| 20068 (1259) | Oberstraße 18b (Lage) | O   | Mehrfamilienhaus/Geschäftshaus, Hochhaus                         | Grindelhochhäuser | 1946/1956                                                                      | Architektengemeinschaft Grindelberg (Bernhard Hermkes, Bernhard Hopp, Rudolf Lodders, Rudolf Jäger, Albrecht Sander, Ferdinand Streb, Fritz Trautwein, Hermann Zess) | 30688    | BW |
| 20069 (1259) | Oberstraße 18c (Lage) | O   | Mehrfamilienhaus/Geschäftshaus, Hochhaus                         | Grindelhochhäuser | 1946/1956                                                                      | Architektengemeinschaft Grindelberg (Bernhard Hermkes, Bernhard Hopp, Rudolf Lodders, Rudolf Jäger, Albrecht Sander, Ferdinand Streb, Fritz Trautwein, Hermann Zess) | 30688    | BW |
| 20076 (1259) | Oberstraße 18d (Lage) | O   | Mehrfamilienhaus/Geschäftshaus, Hochhaus                         | Grindelhochhäuser | 1946/1956                                                                      | Architektengemeinschaft Grindelberg (Bernhard Hermkes, Bernhard Hopp, Rudolf Lodders, Rudolf Jäger, Albrecht Sander, Ferdinand Streb, Fritz Trautwein, Hermann Zess) | 30688    | BW |
| 20077 (1259) | Oberstraße 18e (Lage) | O   | Mehrfamilienhaus/Geschäftshaus, Hochhaus                         | Grindelhochhäuser | 1946/1956                                                                      | Architektengemeinschaft Grindelberg (Bernhard Hermkes, Bernhard Hopp, Rudolf Lodders, Rudolf Jäger, Albrecht Sander, Ferdinand Streb, Fritz Trautwein, Hermann Zess) | 30688    | |
| 20047 (1259) | Oberstraße 18f (Lage) | O   | Mehrfamilienhaus/Geschäftshaus, Hochhaus                         | Grindelhochhäuser | 1946/1956                                                                      | Architektengemeinschaft Grindelberg (Bernhard Hermkes, Bernhard Hopp, Rudolf Lodders, Rudolf Jäger, Albrecht Sander, Ferdinand Streb, Fritz Trautwein, Hermann Zess) | 30688    | |
| 19649        | Oberstraße 25 (Lage) | O   | Einfamilienhaus                                                  | | 1905, um                                                                       | nicht ermittelt | 30664    | BW |
| 19634        | Oberstraße 36 (Lage) | O   | Reihenvilla                                                      | | 1903                                                                           | Grell, Henry | 30664    | weitere Bilder |
| 19629 (627)  | Oberstraße 38 (Lage) | O   | Reihenvilla                                                      | | 1902                                                                           | Grell, Henry | 30664    | |
| 19624        | Oberstraße 40 (Lage) | O   | Reihenvilla                                                      | | 1902                                                                           | Hinsch & Köster (Hinsch, August/Köster, Otto) | 30664    | BW |
| 19636        | Oberstraße 42 (Lage) | O   | Reihenvilla                                                      | | 1902; 1948/1950 (Wiederaufbau)                                                 | Grell, Henry | 30664    | |
| 19623        | Oberstraße 44 (Lage) | O   | Reihenvilla                                                      | | 1902                                                                           | Hinsch & Köster (Hinsch, August/Köster, Otto) | 30664    | BW |
| 19622        | Oberstraße 46 (Lage) | O   | Reihenvilla                                                      | | 1902                                                                           | Hinsch & Köster (Hinsch, August/Köster, Otto) | 30664    | BW |
| 19621        | Oberstraße 48 (Lage) | O   | Reihenvilla                                                      | | 1955                                                                           | Wegner, F. J. | 30664    | BW |
| 19618        | Oberstraße 52 (Lage) | O   | Reihenvilla                                                      | | 1901                                                                           | Hinsch & Köster (Hinsch, August/Köster, Otto) | 30664    | BW |
| 19620        | Oberstraße 54 (Lage) | O   | Reihenvilla                                                      | | 1902                                                                           | Hinsch & Köster (Hinsch, August/Köster, Otto) | 30664    | BW |
| 19637        | Oberstraße 56 (Lage) | O   | Reihenvilla                                                      | | 1902                                                                           | Hinsch & Köster (Hinsch, August/Köster, Otto) | 30664    | BW |
| 19641        | Oberstraße gegenüber von Nr. 56 (Lage) | O   | Toilettenhäuschen                                                | | 1900, um                                                                       | nicht ermittelt | 30664    | weitere Bilder |
| 19757        | Oberstraße 60 (Lage) | O   | Reihenvilla                                                      | | 1905                                                                           | Köster, Otto | 30664    | BW |
| 19667        | Oberstraße 62 (Lage) | O   | Reihenvilla                                                      | | 1895/1896                                                                      | Bahre, Ricardo | 30664    | BW |
| 19668        | Oberstraße 64 (Lage) | O   | Reihenvilla                                                      | | 1895/1896                                                                      | Bahre, Ricardo | 30664    | BW |
| 19754        | Oberstraße 66 (Lage) | O   | Reihenvilla                                                      | | 1903                                                                           | Hinsch & Köster (Hinsch, August/Köster, Otto) | 30664    | BW |
| 20014 (1324) | Oberstraße 67 (Lage) | O   | Kirche                                                           | St. Elisabethkirche | 1926                                                                           | Renard, Heinrich; Geisten, Josef van | 30682    | weitere Bilder |
| 19635        | Oberstraße 68 (Lage) | O   | Reihenvilla                                                      | | 1903                                                                           | Hinsch & Köster (Hinsch, August/Köster, Otto) | 30664    | BW |
| 19639        | Oberstraße 70 (Lage) | O   | Reihenvilla                                                      | | 1903                                                                           | Hinsch & Köster (Hinsch, August/Köster, Otto) | 30664    | BW |
| 19630        | Oberstraße 72 (Lage) | O   | Reihenvilla                                                      | | 1903                                                                           | Hinsch & Köster (Hinsch, August/Köster, Otto) | 30664    | |
| 19644        | Oberstraße 74 (Lage) | O   | Reihenvilla                                                      | | 1903                                                                           | Hinsch & Köster (Hinsch, August/Köster, Otto) | 30664    | BW |
| 19633        | Oberstraße 76 (Lage) | O   | Reihenvilla                                                      | | 1903                                                                           | Hinsch & Köster (Hinsch, August/Köster, Otto) | 30664    | BW |
| 18791        | Oberstraße 83, 85 (Lage) | O   | Doppelhaus                                                       | | 1881                                                                           | Seelig, S. |          | |
| 30686        | Oberstraße 108, 110, 112 (Lage) | E   |                                                                  | Oberstraße 108-112 |                                                                                | | 30686    | BW |
| 20027 (751)  | Oberstraße 108 (Lage) | O   | Reihenvilla                                                      | | 1889; 1922 (Erneuerung); 1934 (Umbau)                                          | Rackwitz, Hans; Block, Fritz/Hochfeld, Ernst; Gerson, Hans/Gerson, Oskar                                                                                             | 30686    | |
| 20026 (751)  | Oberstraße 110 (Lage) | O   | Reihenvilla                                                      | | 1888                                                                           | Rowohlt, C. | 30686    | |
| 30687        | Oberstraße 111, 113, 115, 117, 119, 121, 123, 125, 127, 129, 131, 133, 135 (Lage) | E   |                                                                  | Oberstraße 111–135 |                                                                                | | 30687    | BW |
| 20034        | Oberstraße 111 (Lage) | O   | Reihenvilla                                                      | | 1890                                                                           | Rackwitz, Hans | 30687    | BW |
| 20028 (751)  | Oberstraße 112 (Lage) | O   | Reihenvilla                                                      | | 1887/1888                                                                      | Vale, H. | 30686    | |
| 20039        | Oberstraße 113 (Lage) | O   | Reihenvilla                                                      | | 1890                                                                           | Rackwitz, Hans | 30687    | BW |
| 20033        | Oberstraße 115 (Lage) | O   | Reihenvilla                                                      | | 1889                                                                           | Rackwitz, Hans | 30687    | BW |
| 20032        | Oberstraße 117 (Lage) | O   | Reihenvilla                                                      | | 1889                                                                           | Rackwitz, Hans | 30687    | BW |
| 20040        | Oberstraße 119 (Lage) | O   | Reihenvilla                                                      | | 1888                                                                           | Rackwitz, Hans | 30687    | BW |
| 29541 (653)  | Oberstraße 120 (Lage) | O   | Synagoge                                                         | ehem. Synagogengebäude mit straßenseitiger Einfassung und Denkmal | 1931; 1951 (Umbau)                                                             | Ascher, Felix/Friedmann, Robert; Beutin, W./Bauabteilung NDR (Umbau)                                                                                                 |          | weitere Bilder |
| 20029        | Oberstraße 121 (Lage) | O   | Reihenvilla                                                      | | 1888                                                                           | Rackwitz, Hans | 30687    | BW |
| 20041        | Oberstraße 123 (Lage) | O   | Reihenvilla                                                      | | 1887                                                                           | Rackwitz, Hans | 30687    | BW |
| 20037        | Oberstraße 125 (Lage) | O   | Reihenvilla                                                      | | 1887                                                                           | Rackwitz, Hans | 30687    | BW |
| 20030        | Oberstraße 127 (Lage) | O   | Reihenvilla                                                      | | nicht ermittelt                                                                | nicht ermittelt | 30687    | BW |
| 18150        | Oberstraße 128 (Lage) | O   | Polizeiwache                                                     | | 1876 (An-/Umbau); 1891/1892 (Erweiterung)                                      | Zimmermann, Carl Johann Christian |          | weitere Bilder |
| 20031        | Oberstraße 129 (Lage) | O   | Reihenvilla                                                      | | 1884/1903, ca.                                                                 | Rackwitz, Hans (vermutl.) | 30687    | BW |
| 20036        | Oberstraße 131 (Lage) | O   | Reihenvilla                                                      | | 1889                                                                           | Stammann & Zinnow (Stammann, Hugo/Zinnow, Gustav) | 30687    | BW |
| 20038        | Oberstraße 133 (Lage) | O   | Reihenvilla                                                      | | 1884/1903, ca.                                                                 | Rackwitz, Hans (vermutl.) | 30687    | BW |
| 20035        | Oberstraße 135 (Lage) | O   | Reihenvilla                                                      | | 1891                                                                           | Rackwitz, Hans | 30687    | BW |
| 18780        | Oberstraße vor der ehem. Synagoge Oberstraße (heute Sendesaal des NDR) (Lage) | O   | Denkmal                                                          | Denkmal für die Schändung der Synagogen | 1983                                                                           | Waschk-Balz, Doris |          | |
| 20021        | Oderfelder Straße 2 (Lage) | O   | Reihenvilla                                                      | | 1898                                                                           | Rackwitz, Hans | 30684    | BW |
| 20019        | Oderfelder Straße 4 (Lage) | O   | Reihenvilla                                                      | | 1898                                                                           | Rackwitz, Hans | 30684    | BW |
| 30689        | Oderfelder Straße 5, 7, 9 (Lage) | E   |                                                                  | Oderfelder Straße 5-9 |                                                                                | | 30689    | BW |
| 20058        | Oderfelder Straße 5 (Lage) | O   | Etagenhaus                                                       | | 1905/1906                                                                      | Fahrenkrug, J. H. | 30689    | BW |
| 30690        | Oderfelder Straße 6, 8, 10, 12 (Lage) | E   |                                                                  | Oderfelder Straße 6-12 |                                                                                | | 30690    | BW |
| 19553        | Oderfelder Straße 6 (Lage) | O   | Reihenvilla                                                      | | 1899/1900                                                                      | Rzekonski, William/Rzekonski, Rudolf | 30690    | BW |
| 20055        | Oderfelder Straße 7 (Lage) | O   | Etagenhaus                                                       | | 1905/1906                                                                      | Fahrenkrug, J. H. | 30689    | BW |
| 19554        | Oderfelder Straße 8 (Lage) | O   | Reihenvilla                                                      | | 1899/1900                                                                      | Rzekonski, William/Rzekonski, Rudolf | 30690    | BW |
| 20080        | Oderfelder Straße 9 (Lage) | O   | Etagenhaus                                                       | | 1905/1906                                                                      | Fahrenkrug, J. H. | 30689    | BW |
| 19774        | Oderfelder Straße 10 (Lage) | O   | Reihenvilla                                                      | | 1899/1900                                                                      | Rzekonski, William/Rzekonski, Rudolf | 30690    | BW |
| 19552        | Oderfelder Straße 12 (Lage) | O   | Reihenvilla                                                      | | 1899/1900                                                                      | Rzekonski, William/Rzekonski, Rudolf | 30690    | BW |
| 19235        | Oderfelder Straße 21 (Lage) | O   | Etagenhaus                                                       | | 1905                                                                           | Lindhorst, Albert | 30563    | BW |
| 19555 (1841) | Parkallee 1 (Lage) | O   | Etagenhaus; Einfriedung                                          | | 1885                                                                           | Lorenzen, Ludwig | 30672    | |
| 18783        | Parkallee 2 (Lage) | O   | Etagenhaus                                                       | | 1895, um                                                                       | nicht ermittelbar |          | BW |
| 19556        | Parkallee 3 (Lage) | O   | Etagenhaus; Einfriedung                                          | | 1885                                                                           | Lorenzen, Ludwig | 30672    | BW |
| 30634        | Parkallee 21, 23, 25 (Lage) | E   |                                                                  | Parkallee 21-25 |                                                                                | | 30634    | BW |
| 19409        | Parkallee 21 (Lage) | O   | Einfamilienhaus                                                  | | 1877                                                                           | Skalsky, C. F. W. | 30634    | BW |
| 19557        | Parkallee 23, 25 (Lage) | O   | Doppelhaus                                                       | | 1877                                                                           | Skalsky, C. F. W. | 30634    | BW |
| 19619        | Parkallee 51a (Lage) | O   | Reihenvilla                                                      | | 1902                                                                           | Hinsch & Köster (Hinsch, August/Köster, Otto) | 30664    | BW |
| 19670 (627)  | Parkallee 53 (Lage) | O   | Reihenvilla                                                      | | 1909                                                                           | Engel, Semmy | 30664    | |
| 19767        | Parkallee 55 (Lage) | O   | Reihenvilla                                                      | | 1909                                                                           | Engel, Semmy | 30664    | |
| 19672 (627)  | Parkallee 57 (Lage) | O   | Reihenvilla                                                      | | 1909                                                                           | Andersen, J. H. | 30664    | |
| 19632        | Parkallee 58 (Lage) | O   | Reihenvilla                                                      | | 1905                                                                           | Köster, Otto | 30664    | BW |
| 19646        | Parkallee 59 (Lage) | O   | Reihenvilla                                                      | | 1909                                                                           | Engel, Semmy | 30664    | |
| 19643        | Parkallee 60 (Lage) | O   | Reihenvilla                                                      | | 1905                                                                           | Köster, Otto | 30664    | BW |
| 19858        | Parkallee 61 (Lage) | O   | Reihenvilla                                                      | | 1904                                                                           | Frejtag & Wurzbach (Frejtag, Leon/Wurzbach, Hermann) | 30664    | weitere Bilder |
| 19631        | Parkallee 62 (Lage) | O   | Reihenvilla                                                      | | 1905                                                                           | Köster, Otto | 30664    | BW |
| 19772        | Parkallee 63 (Lage) | O   | Reihenvilla                                                      | | 1904                                                                           | Frejtag & Wurzbach (Frejtag, Leon/Wurzbach, Hermann) | 30664    | weitere Bilder |
| 19770        | Parkallee 65 (Lage) | O   | Reihenvilla                                                      | | 1896/1897                                                                      | Kaune, Heinrich | 30664    | BW |
| 19751        | Parkallee 67 (Lage) | O   | Reihenvilla                                                      | | 1896/1897                                                                      | Kaune, Heinrich | 30664    | BW |
| 19648        | Parkallee 68 (Lage) | O   | Reihenvilla                                                      | | 1906                                                                           | Grell, Henry | 30664    | weitere Bilder |
| 19650        | Parkallee 69 (Lage) | O   | Reihenvilla                                                      | | 1896                                                                           | Behrend, S. J. | 30664    | BW |
| 19756        | Parkallee 70 (Lage) | O   | Reihenvilla                                                      | | 1905 (vermutl.)                                                                | nicht ermittelbar | 30664    | BW |
| 19748        | Parkallee 71 (Lage) | O   | Reihenvilla                                                      | | 1896/1897                                                                      | Behrend, S. J. | 30664    | BW |
| 19673        | Parkallee 72 (Lage) | O   | Reihenvilla                                                      | | 1905                                                                           | Grell, Henry | 30664    | |
| 19750        | Parkallee 73 (Lage) | O   | Reihenvilla                                                      | | 1896                                                                           | Behrend, S. J. | 30664    | BW |
| 19680        | Parkallee 74 (Lage) | O   | Reihenvilla                                                      | | 1905                                                                           | Grell, Henry | 30664    | |
| 19752        | Parkallee 76 (Lage) | O   | Reihenvilla                                                      | | 1954                                                                           | Kruse, A. K. | 30664    | BW |
| 19753        | Parkallee 78 (Lage) | O   | Reihenvilla                                                      | | 1896                                                                           | Muxfeldt, H. C. | 30664    | BW |
| 19645        | Parkallee 80 (Lage) | O   | Reihenvilla                                                      | | 1896                                                                           | Muxfeldt, H. C. | 30664    | BW |
| 19749        | Parkallee 82 (Lage) | O   | Reihenvilla                                                      | | 1896                                                                           | Muxfeldt, H. C. | 30664    | BW |
| 19747        | Parkallee 84 (Lage) | O   | Reihenvilla                                                      | | 1906                                                                           | Köster, Otto | 30664    | BW |
| 19765        | Parkallee 86 (Lage) | O   | Reihenvilla                                                      | | 1906                                                                           | Köster, Otto | 30664    | BW |
| 19675        | Parkallee 88 (Lage) | O   | Reihenvilla                                                      | | 1906                                                                           | Köster, Otto | 30664    | BW |
| 19768        | Parkallee 90 (Lage) | O   | Reihenvilla                                                      | | 1906                                                                           | Köster, Otto | 30664    | BW |
| 19855        | Parkallee 92 (Lage) | O   | Reihenvilla                                                      | | 1906                                                                           | Köster, Otto | 30664    | BW |
| 19856        | Parkallee 94 (Lage) | O   | Reihenvilla                                                      | | 1896                                                                           | Denecke, F. C. | 30664    | BW |
| 19859        | Parkallee 96 (Lage) | O   | Reihenvilla                                                      | | 1896                                                                           | Denecke, F. C. | 30664    | BW |
| 19666        | Parkallee 98 (Lage) | O   | Reihenvilla                                                      | | 1896                                                                           | Denecke, F. C. | 30664    | BW |
| 19676        | Parkallee 100 (Lage) | O   | Reihenvilla                                                      | | 1896                                                                           | Denecke, F. C. | 30664    | BW |
| 18793        | Rothenbaumchaussee 100 (Lage) | O   | Verkaufspavillon                                                 | | 1949                                                                           | Kallmorgen, Werner |          | weitere Bilder |
| 18792        | Rothenbaumchaussee 116 (Lage) | O   | Einfamilienhaus                                                  | | 1890; 1898 (Umbau); 1902 (Anbau)                                               | Behr; Georgi; Haller, M.; Geisler, H.; Löwengard, A. |          | BW |
| 18777        | Rothenbaumchaussee 134 (Lage) | O   | Funkorgel                                                        | [[Kinoorgel\|]] | 1929                                                                           | |          | BW |
| 29562        | Rothenbaumchaussee 147 (Lage) | O   | Einfamilienhaus                                                  | Haus und Eisenzaun | 1873, um                                                                       | nicht ermittelbar |          | BW |
| 29518        | Rothenbaumchaussee 167, 169 (Lage) | O   | Doppelhaus                                                       | | 1895                                                                           | Radel, George |          | weitere Bilder |
| 30618        | Rothenbaumchaussee 211, 213, 215, 217, 219, 221, 223, 225, 227, 229, 231, 233, 235 (Lage) | E   |                                                                  | Rothenbaumchaussee 211-235 |                                                                                | | 30618    | BW |
| 19260        | Rothenbaumchaussee 211 (Lage) | O   | Reihenvilla                                                      | | 1894                                                                           | Rackwitz, Hans | 30618    | BW |
| 19434 (1640) | Rothenbaumchaussee 213 (Lage) | O   | Reihenvilla                                                      | | 1894                                                                           | Rackwitz, Hans | 30618    | |
| 19433        | Rothenbaumchaussee 215 (Lage) | O   | Reihenvilla                                                      | | 1894                                                                           | Rackwitz, Hans | 30618    | BW |
| 19426        | Rothenbaumchaussee 217 (Lage) | O   | Reihenvilla                                                      | | 1894                                                                           | Rackwitz, Hans | 30618    | BW |
| 19432        | Rothenbaumchaussee 219 (Lage) | O   | Reihenvilla                                                      | | 1894                                                                           | Rackwitz, Hans | 30618    | BW |
| 19437        | Rothenbaumchaussee 221 (Lage) | O   | Reihenvilla                                                      | | 1894                                                                           | Rackwitz, Hans | 30618    | BW |
| 19427        | Rothenbaumchaussee 223 (Lage) | O   | Reihenvilla                                                      | | 1893/1894                                                                      | Rackwitz, Hans | 30618    | BW |
| 19436        | Rothenbaumchaussee 225 (Lage) | O   | Reihenvilla                                                      | | 1892/1893                                                                      | Rackwitz, Hans | 30618    | BW |
| 19435        | Rothenbaumchaussee 227 (Lage) | O   | Reihenvilla                                                      | | 1892/1893                                                                      | Rackwitz, Hans | 30618    | BW |
| 19431        | Rothenbaumchaussee 229 (Lage) | O   | Reihenvilla                                                      | | 1892/1893                                                                      | Rackwitz, Hans | 30618    | BW |
| 19430        | Rothenbaumchaussee 231 (Lage) | O   | Reihenvilla                                                      | | 1892/1893                                                                      | Rackwitz, Hans | 30618    | BW |
| 19429        | Rothenbaumchaussee 233 (Lage) | O   | Reihenvilla                                                      | | 1892/1893                                                                      | Rackwitz, Hans | 30618    | BW |
| 19428        | Rothenbaumchaussee 235 (Lage) | O   | Reihenvilla                                                      | | 1892/1893                                                                      | Rackwitz, Hans | 30618    | BW |
| 19550 (9)    | Rothenbaumchaussee o. Nr., Bolivarpark (Lage) | O   | Denkmal                                                          | Denkmal für Simón Bolívar | 1960                                                                           | Frizzi, L. |          | weitere Bilder |
| 19906 (1749) | Schlankreye 24 (Lage) | O   | Schule (Volksschule)                                             | Jahnschule, ehem. (Ida-Ehre-Gesamtschule) | 1929/1933; 1934                                                                | Schumacher, Fritz | 30671    | weitere Bilder |
| 19367 (649)  | Schlankreye 27 (Lage) | O   | Siedlungsbau                                                     | Siedlungsbau „Klinker“ | 1925/1926                                                                      | Eckmann, Rudolf/Eckmann, Ernst/Strelow, Christian H. L. | 30594    | |
| 19365 (649)  | Schlankreye 29 (Lage) | O   | Siedlungsbau                                                     | Siedlungsbau „Klinker“ | 1925/1926                                                                      | Eckmann, Rudolf/Eckmann, Ernst/Strelow, Christian H. L. | 30594    | |
| 19359 (649)  | Schlankreye 31 (Lage) | O   | Siedlungsbau                                                     | Siedlungsbau „Klinker“ | 1925/1926                                                                      | Eckmann, Rudolf/Eckmann, Ernst/Strelow, Christian H. L. | 30594    | |
| 19354 (649)  | Schlankreye 33 (Lage) | O   | Siedlungsbau                                                     | Siedlungsbau „Klinker“ | 1925/1926                                                                      | Eckmann, Rudolf/Eckmann, Ernst/Strelow, Christian H. L. | 30594    | |
| 19366 (649)  | Schlankreye 35 (Lage) | O   | Siedlungsbau                                                     | Siedlungsbau „Klinker“ | 1925/1926                                                                      | Eckmann, Rudolf/Eckmann, Ernst/Strelow, Christian H. L. | 30594    | |
| 19364 (649)  | Schlankreye 37 (Lage) | O   | Siedlungsbau                                                     | Siedlungsbau „Klinker“ | 1925/1926                                                                      | Eckmann, Rudolf/Eckmann, Ernst/Strelow, Christian H. L. | 30594    | |
| 19362 (649)  | Schlankreye 39 (Lage) | O   | Siedlungsbau                                                     | Siedlungsbau „Klinker“ | 1925/1926                                                                      | Eckmann, Rudolf/Eckmann, Ernst/Strelow, Christian H. L. | 30594    | |
| 19360 (649)  | Schlankreye 41 (Lage) | O   | Siedlungsbau                                                     | Siedlungsbau „Klinker“ | 1925/1926                                                                      | Eckmann, Rudolf/Eckmann, Ernst/Strelow, Christian H. L. | 30594    | |
| 19368 (649)  | Schlankreye 43 (Lage) | O   | Siedlungsbau                                                     | Siedlungsbau „Klinker“ | 1925/1926                                                                      | Eckmann, Rudolf/Eckmann, Ernst/Strelow, Christian H. L. | 30594    | |
| 19358 (649)  | Schlankreye 45 (Lage) | O   | Siedlungsbau                                                     | Siedlungsbau „Klinker“ | 1925/1926                                                                      | Eckmann, Rudolf/Eckmann, Ernst/Strelow, Christian H. L. | 30594    | |
| 19363 (649)  | Schlankreye 47 (Lage) | O   | Siedlungsbau                                                     | Siedlungsbau „Klinker“ | 1925/1926                                                                      | Eckmann, Rudolf/Eckmann, Ernst/Strelow, Christian H. L. | 30594    | |
| 19355 (649)  | Schlankreye 49 (Lage) | O   | Siedlungsbau                                                     | Siedlungsbau „Klinker“ | 1925/1926                                                                      | Eckmann, Rudolf/Eckmann, Ernst/Strelow, Christian H. L. | 30594    | |
| 19356 (649)  | Schlankreye 51 (Lage) | O   | Siedlungsbau                                                     | Siedlungsbau „Klinker“ | 1925/1926                                                                      | Eckmann, Rudolf/Eckmann, Ernst/Strelow, Christian H. L. | 30594    | |
| 19353 (649)  | Schlankreye 53 (Lage) | O   | Siedlungsbau                                                     | Siedlungsbau „Klinker“ | 1925/1926                                                                      | Eckmann, Rudolf/Eckmann, Ernst/Strelow, Christian H. L. | 30594    | |
| 19350 (649)  | Schlankreye 55 (Lage) | O   | Siedlungsbau                                                     | Siedlungsbau „Klinker“ | 1925/1926                                                                      | Eckmann, Rudolf/Eckmann, Ernst/Strelow, Christian H. L. | 30594    | |
| 19351 (649)  | Schlankreye 57 (Lage) | O   | Siedlungsbau                                                     | Siedlungsbau „Klinker“ | 1925/1926                                                                      | Eckmann, Rudolf/Eckmann, Ernst/Strelow, Christian H. L. | 30594    | |
| 19348 (649)  | Schlankreye 59 (Lage) | O   | Siedlungsbau                                                     | Siedlungsbau „Klinker“ | 1925/1926                                                                      | Eckmann, Rudolf/Eckmann, Ernst/Strelow, Christian H. L. | 30594    | |
| 19347 (649)  | Schlankreye 61 (Lage) | O   | Siedlungsbau                                                     | Siedlungsbau „Klinker“ | 1925/1926                                                                      | Eckmann, Rudolf/Eckmann, Ernst/Strelow, Christian H. L. | 30594    | |
| 19361 (649)  | Schlankreye 63 (Lage) | O   | Siedlungsbau                                                     | Siedlungsbau „Klinker“ | 1925/1926                                                                      | Eckmann, Rudolf/Eckmann, Ernst/Strelow, Christian H. L. | 30594    | |
| 19349 (649)  | Schlankreye 65 (Lage) | O   | Siedlungsbau                                                     | Siedlungsbau „Klinker“ | 1925/1926                                                                      | Eckmann, Rudolf/Eckmann, Ernst/Strelow, Christian H. L. | 30594    | |
| 19149 (649)  | Schlankreye 67 (Lage) | O   | Siedlungsbau                                                     | Siedlungsbau „Klinker“ | 1925/1926                                                                      | Eckmann, Rudolf/Eckmann, Ernst/Strelow, Christian H. L. | 30594    | |
| 19150 (649)  | Schlankreye 69 (Lage) | O   | Siedlungsbau                                                     | Siedlungsbau „Klinker“ | 1925/1926                                                                      | Kraft, E. | 30594    | |
| 19155 (649)  | Schlankreye 71 (Lage) | O   | Siedlungsbau                                                     | Siedlungsbau „Klinker“ | 1925/1926                                                                      | Eckmann, Rudolf/Eckmann, Ernst/Strelow, Christian H. L. | 30594    | |
| 19153 (649)  | Schlankreye 73 (Lage) | O   | Siedlungsbau                                                     | Siedlungsbau „Klinker“ | 1925/1926                                                                      | Eckmann, Rudolf/Eckmann, Ernst/Strelow, Christian H. L. | 30594    | |
| 30637        | Sophienterrasse 3, 4, 5, 6, 7, 8, 9 (Lage) | E   |                                                                  | Sophienterrasse 3-9 |                                                                                | | 30637    | BW |
| 19451        | Sophienterrasse 3 (Lage) | O   | Reihenvilla                                                      | | 1861, um                                                                       | nicht ermittelbar | 30637    | BW |
| 19446        | Sophienterrasse 4 (Lage) | O   | Reihenvilla                                                      | | 1861, um                                                                       | nicht ermittelbar | 30637    | BW |
| 19445        | Sophienterrasse 5 (Lage) | O   | Reihenvilla                                                      | | 1861, um                                                                       | nicht ermittelbar | 30637    | BW |
| 19450        | Sophienterrasse 6 (Lage) | O   | Reihenvilla                                                      | | 1861, um                                                                       | nicht ermittelbar | 30637    | BW |
| 19449        | Sophienterrasse 7 (Lage) | O   | Reihenvilla                                                      | | 1861, um                                                                       | nicht ermittelbar | 30637    | BW |
| 19448        | Sophienterrasse 8 (Lage) | O   | Reihenvilla                                                      | | 1861, um                                                                       | | 30637    | BW |
| 19447        | Sophienterrasse 9 (Lage) | O   | Reihenvilla                                                      | | 1861, um                                                                       | nicht ermittelbar | 30637    | BW |
| 19339 (989)  | Sophienterrasse 11a (Lage) | O   | Reihenhaus                                                       | | 1928/1929                                                                      | Engel, Semmy/Engel, Bernd | 30629    | BW |
| 19346 (989)  | Sophienterrasse 11b (Lage) | O   | Reihenhaus                                                       | | 1928/1929                                                                      | Engel, Semmy/Engel, Bernd | 30629    | BW |
| 19337 (989)  | Sophienterrasse 11c (Lage) | O   | Reihenhaus                                                       | | 1928/1929                                                                      | Engel, Semmy/Engel, Bernd | 30629    | BW |
| 19340 (989)  | Sophienterrasse 11d (Lage) | O   | Reihenhaus                                                       | | 1928/1929                                                                      | Engel, Semmy/Engel, Bernd | 30629    | BW |
| 19342 (989)  | Sophienterrasse 11e (Lage) | O   | Reihenhaus                                                       | | 1928/1929                                                                      | Engel, Semmy/Engel, Bernd | 30629    | BW |
| 19343 (989)  | Sophienterrasse 11f (Lage) | O   | Reihenhaus                                                       | | 1928/1929                                                                      | Engel, Semmy/Engel, Bernd | 30629    | BW |
| 19338 (989)  | Sophienterrasse 11g (Lage) | O   | Reihenhaus                                                       | | 1928/1929                                                                      | Engel, Semmy/Engel, Bernd | 30629    | BW |
| 19345 (989)  | Sophienterrasse 11h (Lage) | O   | Reihenhaus                                                       | | 1928/1929                                                                      | Engel, Semmy/Engel, Bernd | 30629    | BW |
| 19344 (989)  | Sophienterrasse 11i (Lage) | O   | Reihenhaus                                                       | | 1928/1929                                                                      | Engel, Semmy/Engel, Bernd | 30629    | BW |
| 29553 (1263) | Sophienterrasse 14 (Lage) | O   | Verwaltungsgebäude (Standortkommandantur)                        | Ehem. Standortkommando der Wehrmacht, Gebäude und Vorzone mit Treppen und Abgrenzung zur Straße. Von 1956 bis 2005 wurde das Areal an der Sophienterrasse von der Bundeswehr genutzt.                                                                                                  | 1936                                                                           | Distel & Grubitz (Distel, Hermann/Grubitz, August) |          | weitere Bilder |
| 30636        | Sophienterrasse 15, 15a, 16, 17, 18, 19, 20 (Lage) | E   |                                                                  | Sophienterrasse 15-20 |                                                                                | | 30636    | BW |
| 19438 (1608) | Sophienterrasse 15 (Lage) | O   | Wohnhaus                                                         | | 1884/1885                                                                      | Plöhn, H. J. | 30636    | |
| 19442        | Sophienterrasse 15a (Lage) | O   | Wohnhaus                                                         | | 1884/1885                                                                      | Plöhn, H. J. | 30636    | BW |
| 19444        | Sophienterrasse 16 (Lage) | O   | Reihenvilla                                                      | | 1860/1870                                                                      | nicht ermittelbar | 30636    | BW |
| 19441        | Sophienterrasse 17 (Lage) | O   | Reihenvilla                                                      | | 1860/1870                                                                      | nicht ermittelbar | 30636    | BW |
| 19440        | Sophienterrasse 18 (Lage) | O   | Reihenvilla                                                      | | 1860/1870                                                                      | nicht ermittelbar | 30636    | BW |
| 19439        | Sophienterrasse 19 (Lage) | O   | Reihenvilla                                                      | | 1860/1870                                                                      | nicht ermittelbar | 30636    | BW |
| 19443        | Sophienterrasse 20 (Lage) | O   | Reihenvilla                                                      | | 1860/1870                                                                      | nicht ermittelbar | 30636    | BW |
| 30638        | St. Benedictstraße 2, 4, 6, 8 (Lage) | E   |                                                                  | St. Benedictstraße 2-8 |                                                                                | | 30638    | BW |
| 19455        | St. Benedictstraße 2 (Lage) | O   | Einfamilienhaus                                                  | | 1912/1913                                                                      | Dorn, Ernst Paul | 30638    | BW |
| 19454        | St. Benedictstraße 4 (Lage) | O   | Einfamilienhaus                                                  | | 1910, um                                                                       | nicht ermittelbar | 30638    | BW |
| 19453        | St. Benedictstraße 6 (Lage) | O   | Einfamilienhaus                                                  | | 1910/1911                                                                      | Jacobssen, Franz | 30638    | BW |
| 19452        | St. Benedictstraße 8 (Lage) | O   | Einfamilienhaus                                                  | | 1912/1913                                                                      | Dorn, Ernst Paul | 30638    | BW |
| 18776        | St. Benedictstraße 54 (Lage) | O   | Einfamilienhaus                                                  | | 1893                                                                           | Hanssen & Meerwein (Hanssen, Bernhard/Meerwein, Wilhelm Emil) |          | BW |
| 19542        | Strecke der U-Bahn-Linie U1 (Lage) | O   | Bahnbrücke (U-Bahn)                                              | Brücke der U-Bahn-Linie U 1 über den Isebekkanal östlich der Haltestelle Klosterstern | 1929                                                                           | |          | weitere Bilder |
| 19590        | Strecke der U-Bahn-Linie U3 (Lage) | O   | Bahnbrücke (U-Bahn)                                              | | 1912                                                                           | |          | weitere Bilder |
| 19652        | Streekbrücke o. Nr. (Lage) | O   | Straßenbrücke                                                    | Streekbrücke | 1912–1913                                                                      | |          | weitere Bilder |
| 30640        | Werderstraße 27, 29, 31 (Lage) | E   |                                                                  | Werderstraße 27-31 |                                                                                | | 30640    | BW |
| 19458        | Werderstraße 27 (Lage) | O   | Reihenvilla                                                      | | 1907/1908                                                                      | Mahlmann, Max | 30640    | BW |
| 30641        | Werderstraße 28, 30, 32, 34 (Lage) | E   |                                                                  | Werderstraße 28–34 |                                                                                | | 30641    | BW |
| 19464        | Werderstraße 28 (Lage) | O   | Etagenhaus                                                       | | 1900/1901                                                                      | Lindner, Friedrich Otto | 30641    | BW |
| 19459        | Werderstraße 29 (Lage) | O   | Reihenvilla                                                      | | 1907/1908                                                                      | Mahlmann, Max | 30640    | BW |
| 19461 (1461) | Werderstraße 30 (Lage) | O   | Etagenhaus                                                       | | 1900/1901                                                                      | Lindner, Friedrich Otto | 30641    | |
| 19460        | Werderstraße 31 (Lage) | O   | Reihenvilla                                                      | | 1907/1908                                                                      | Mahlmann, Max | 30640    | BW |
| 19462 (1461) | Werderstraße 32 (Lage) | O   | Etagenhaus                                                       | | 1901/1902                                                                      | Lindner, Friedrich Otto | 30641    | |
| 19463        | Werderstraße 34 (Lage) | O   | Etagenhaus                                                       | | 1901/1902                                                                      | Lindner, Friedrich Otto | 30641    | BW |
| 19933        | Werderstraße 54 (Lage) | O   | Etagenhaus                                                       | | 1880/1890, ca.                                                                 | | 30677    | BW |
| 19963        | Werderstraße 55 (Lage) | O   | Reihenvilla (Endhaus)                                            | | 1900, um                                                                       | nicht ermittelbar | 30580    | BW |
| 18787 (1028) | Werderstraße 84, 86 (Lage) | O   | Doppelhaus (Sommerhaus)                                          | | 1850, um                                                                       | nicht ermittelbar |          | |